# Armée de l'air et de l'espace (France)
Pour les articles homonymes, voir Armée de l'air et de l'espace.
L'Armée de l'air et de l'espace est l'une des quatre composantes des Forces armées françaises ; les autres composantes étant l'Armée de terre, la Marine nationale et la Gendarmerie nationale.
L'Armée de l'air française est une des plus anciennes forces aériennes au monde (l'aéronavale française a été créée en 1911). Les cinq premières escadrilles ont été créées début 1912 et dépendaient alors de l'Armée de terre française. L'Armée de l'air est devenue une armée à part entière par la loi du 2 juillet 1934.
En 2023, elle compte 38 882 militaires (dont 6 654 officiers) et 5 239 civils servent dans ses rangs. Elle totalise 170 000 heures de vol par an. Son budget annuel est de 7,5 milliards d'euros en 2020, soit 20 % du budget du ministère des Armées.
Elle est la 8e force aérienne dans le monde et la 1re d'Europe occidentale. Elle jouit par ailleurs d'une longue expérience du combat.

## Historique

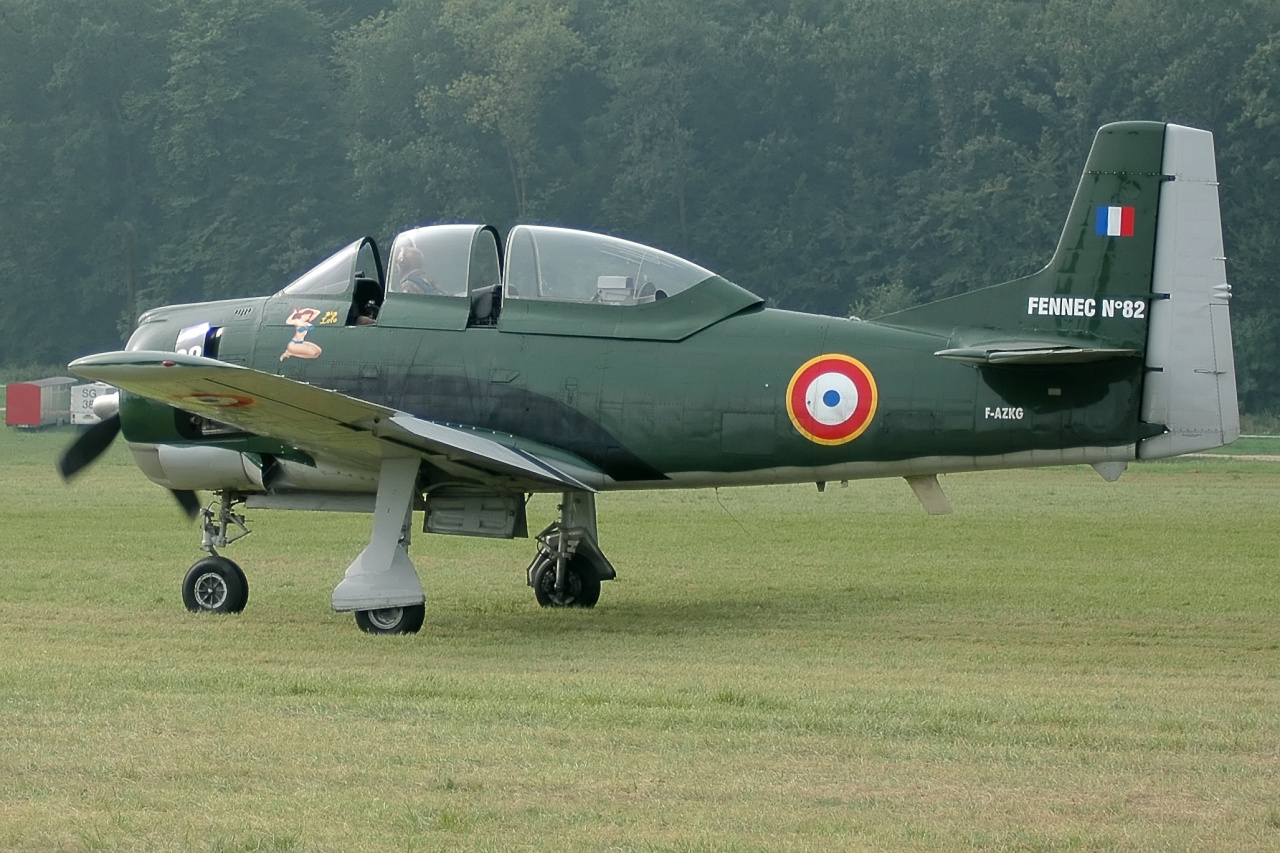
Un North American T-28 Trojan aux couleurs de l'Armée de l'air française. Ces appareils furent engagés dans la lutte antiguérilla durant la guerre d'Algérie. Le "Fennec" était une version du T-28 modifiée par l'Aérospatiale (moteur plus puissant, blindage de protection, points d'emport sous voilure).

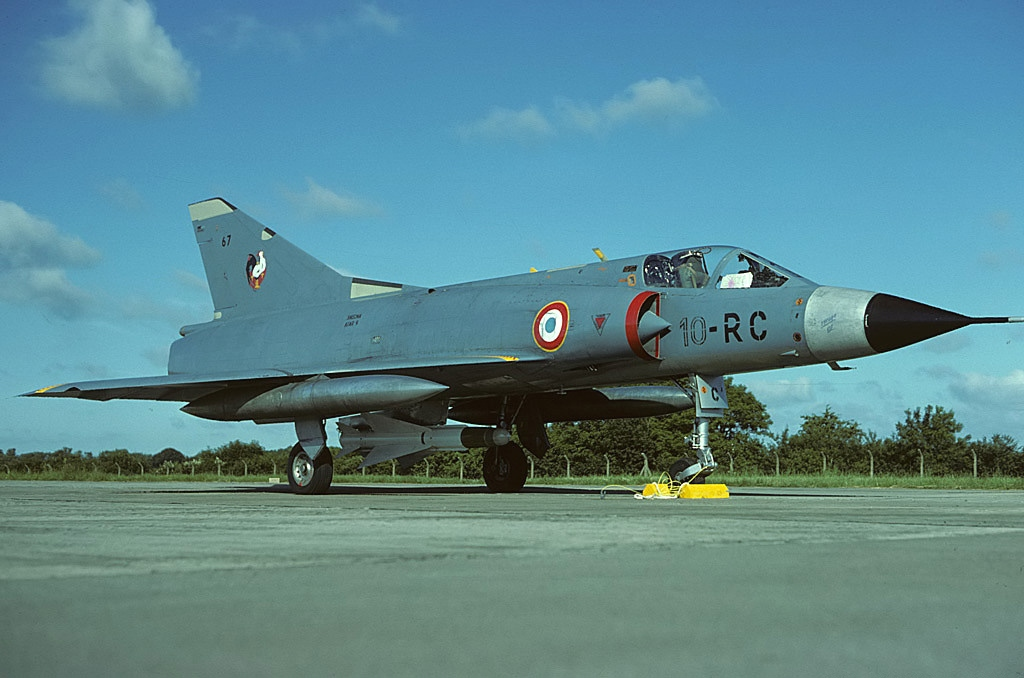
Mirage IIIC de l'escadron de chasse 2/10 Seine en 1980, avec 2 réservoirs de 500 L dits "supersoniques" et armé d'un Matra R530 C EM d'entrainement (autodirecteur Electro Magnétique semi-actif; il existait aussi en version à autodirecteur Infra Rouge passif).

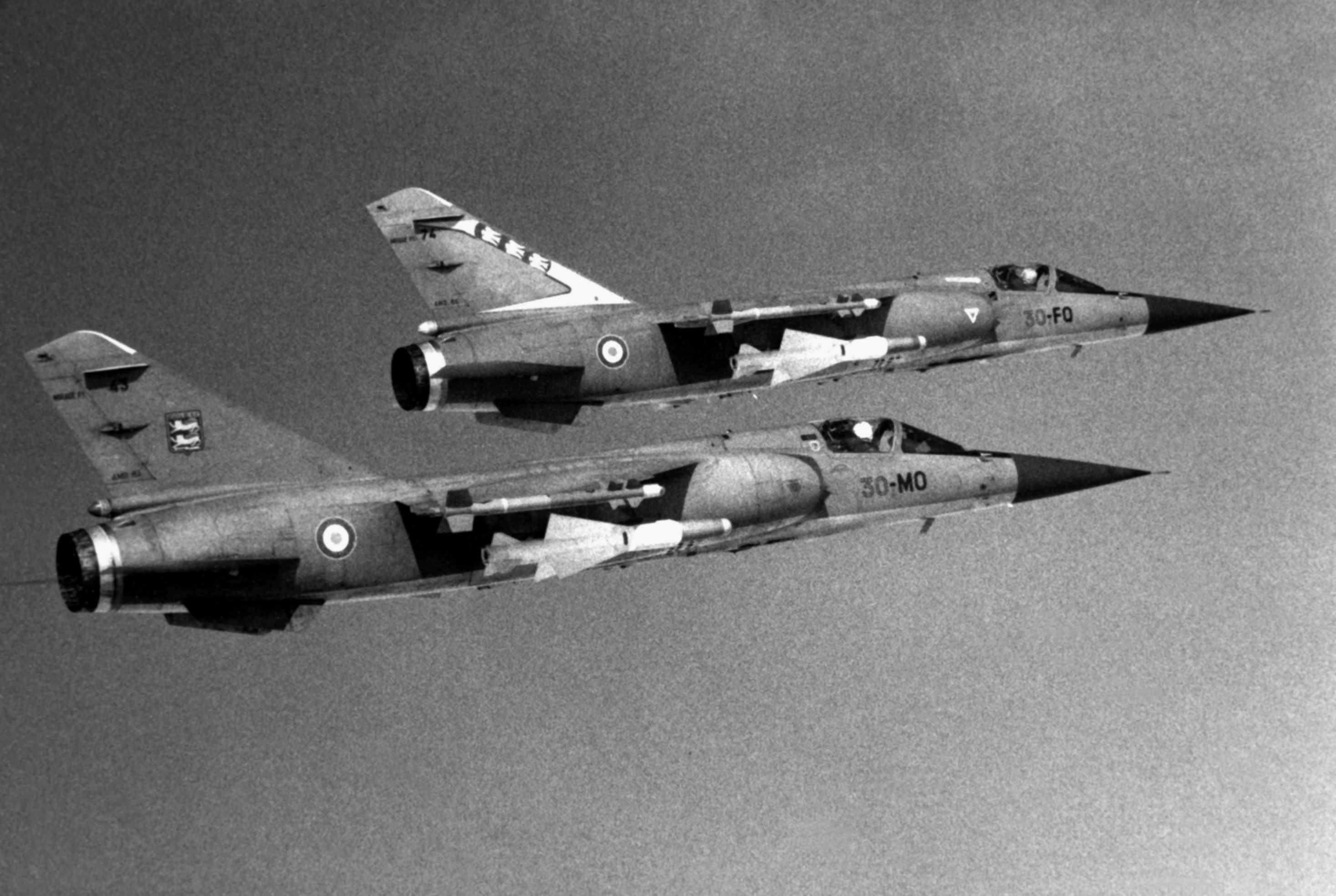
Un Mirage F1 de l'escadron de chasse 2/30 Normandie-Niemen et un de l'escadron de chasse 3/30 Lorraine en 1986 armés de missiles d'entrainement Matra : R 550 "MAGIC" 1 en extrémité de voilure à droite (avec normalement un R 550 maquette à gauche), et un R 530 F EM en interne voilure droite (possibilité avec aussi à gauche). Depuis la fin des années 1950, la production Dassault Aviation forme l'ossature de la force de combat de l'armée de l'air française.

L'aviation militaire française naquit le 9 juin 1910, inscrivant ainsi la France comme le premier pays à s'équiper d'avions de combat. L'Air Battalion Royal Engineers est créé en 1911 ; il est l'ancêtre de la Royal Air Force (1918). Après le vote d'une loi à l'Assemblée nationale française le 29 mars 1912, l'Aéronautique militaire faisait officiellement partie de l'Armée de terre française, aux côtés des quatre autres armes traditionnelles de cette époque : l'infanterie, la cavalerie, l'artillerie et le génie.
Lors de l'entrée dans la Première Guerre mondiale, la France dispose d'un total de 148 avions (dont 8 de l'aéronautique navale) et de 15 dirigeables. À l'armistice en novembre 1918, 3 608 avions sont en service. 5 500 pilotes et observateurs sont tués sur les 17 300 engagés dans le conflit, soit 31 % de pertes.
La loi du 8 décembre 1922 érigea l'Aéronautique militaire en « arme spéciale », restant une force de l'Armée de terre. Elle devint une armée à part entière et indépendante par la loi du  2 juillet 1934,. Ses unités sont, pour la plupart, héritières des traditions (insignes) des escadrilles de la Première Guerre mondiale où s'illustrèrent nombre d'aviateurs devenus célèbres.
Elle fut également le berceau du parachutisme militaire français, avec la mise sur pied de « l'infanterie de l'air » à compter de 1935, dont les commandos parachutistes de l'air descendent directement.
La bataille de France de 1940 et l'engagement des aviateurs français libres (FAFL) de 1940 à 1943, puis de ceux de l'armée de la libération (1943/1944) , sont également des épisodes marquants de l'histoire de l'Armée de l'air. Les sacrifices du commandant René Mouchotte , qui était avant guerre  un sous-officier affecté sur la base de Cambrai-Epinoy ou, plus anonymement, du lieutenant Marcel Beau illustrent le dévouement de cette armée.
La nouvelle Armée de l'Air succède le 1er juillet 1943 au Commandement en Chef des Forces Aériennes d'Afrique du Nord, par une décision du Comité de Libération d'Alger. Le général Bouscat est nommé au poste de Chef d'État Major.
Depuis 1945, l'Armée de l'air a notamment été engagée en Indochine (1945-1954), à Suez (1956), en Algérie (1952-1962), en Mauritanie et au Tchad, dans le golfe Persique (1990-1991), en ex-Yougoslavie, en Afghanistan, au Mali et en Irak.
En 1964, l'Armée de l'air est la première équipée de l'arme nucléaire française : moyens pilotés (Dassault Mirage IV, Dassault Mirage IIIE, SEPECAT Jaguar) ou missiles sol-sol balistique stratégiques (SSBS) de la base aérienne 200 Apt-Saint-Christol du plateau d'Albion.
Depuis sa création, en 1953, la patrouille de France reste l'unité de l'Armée de l'air la plus connue du grand public français, par ses démonstrations de voltige aérienne. Depuis mars 1968, elle est complétée par l'Équipe de voltige de l'Armée de l'air (EVAA) sur la base aérienne de Salon-de-Provence pour constituer les équipes de présentations de l'Armée de l'air (EPAA) qui depuis a remporté un très grand nombre de victoires dans les compétitions nationales ou mondiales. Lors des derniers championnats du monde en août 2015, les pilotes de l'EVAA ont remporté les titres champions du monde par équipe et champion du monde individuel.
En juillet 2019, le président Emmanuel Macron annonce vouloir la renommer « Armée de l'air et de l'espace » et créer en son sein un Commandement de l'espace. Cette nouvelle dénomination est présentée par la ministre des Armées, Florence Parly, le 24 juillet 2020 à Salon-de-Provence. Le changement de dénomination officielle est effectif le 11 septembre 2020.

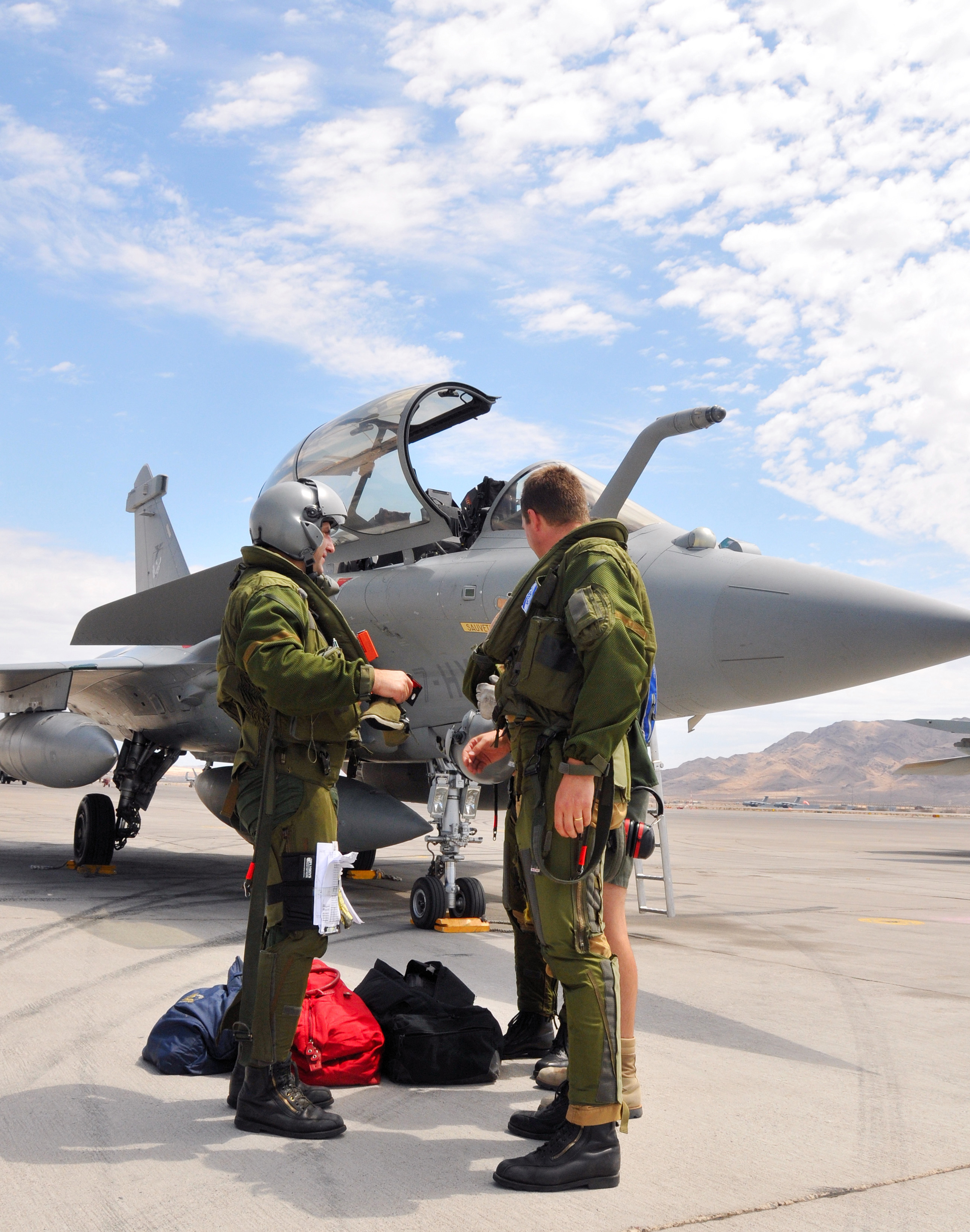
Deux pilotes de Rafale de l'Armée de l'air française discutent de leur vol après leur arrivée à la base aérienne de l'USAF de Nellis (Nevada) pour l'exercice Red Flag.

## Missions
L'Armée de l'air reçoit principalement cinq attributions de défense :
1. connaissance et anticipation ;
2. prévention ;
3. dissuasion ; (frappes pré-stratégiques)
4. intervention ;
5. protection.

## Organisation

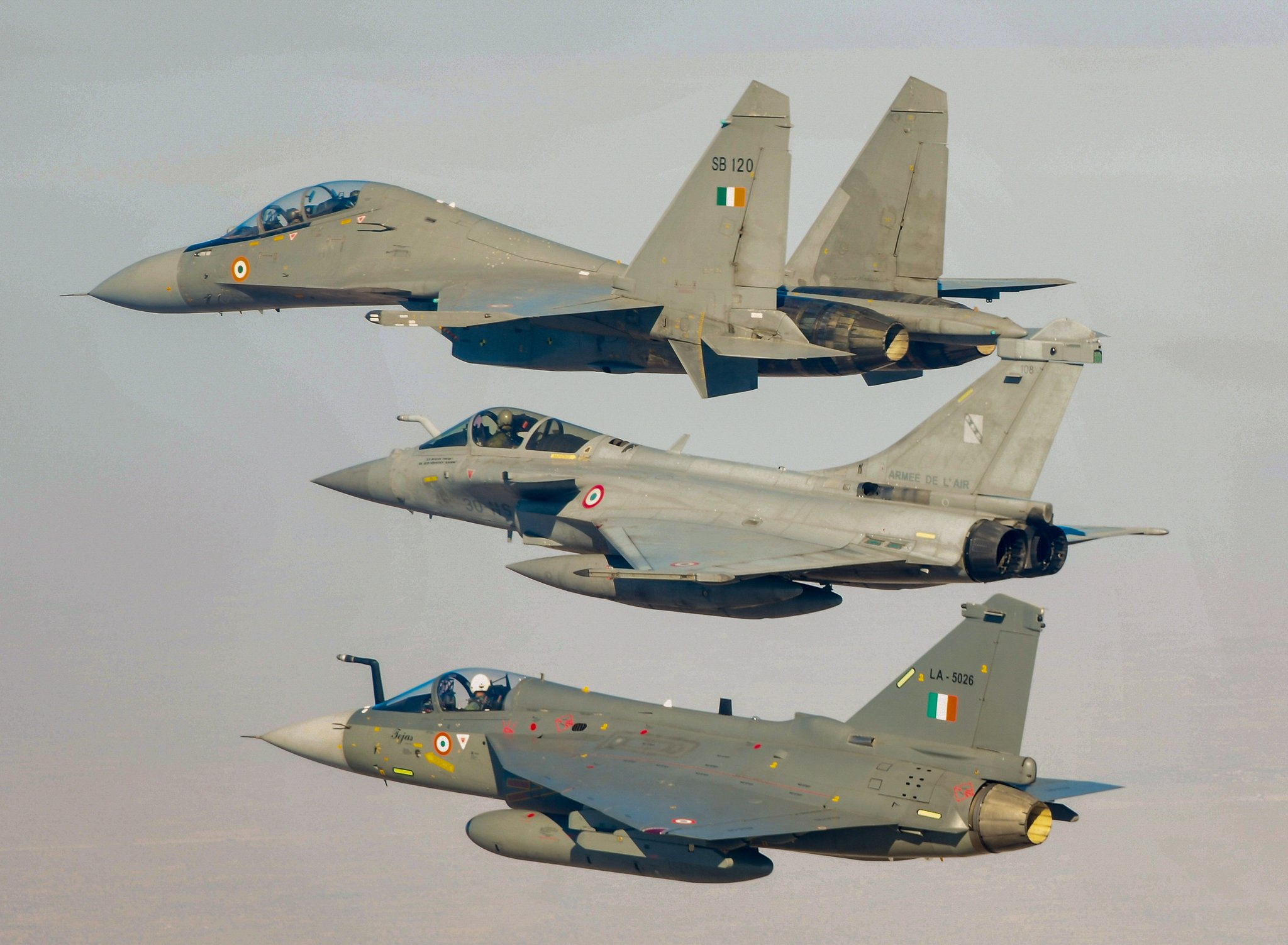
Exercice Garuda avec la Force aérienne indienne.

### Organisation générale
L'Armée de l'air et de l'espace est organisée conformément au chapitre 4 du titre II du livre II de la troisième partie du code de la Défense, qui remplace le décret no 91-672 du 14 juillet 1991.
Sous l'autorité du chef d'état-major de l'Armée de l'air et de l'espace (CEMAAE), du chef d'état-major des armées (CEMA), du ministre des Armées qui la contrôle par l'intermédiaire d'un Inspecteur général des armées (Air et Espace) (IGAAE), elle est organisée selon le schéma suivant :
- l'état-major de l'Armée de l'air et de l'espace (EMAAE) est composé du chef d'état major de l'Armée de l'air et de l'espace, de l'inspecteur de l'Armée de l'air et de l'espace (IAAE), du Major Général de l'Armée de l'Air et de l'Espace (MGAAE) qui commande les directions, centres et forces de l'Armée de l'air et de l'espace, d'un sous-chef d'état-major Plans-Programme (SCPP), d'un sous-chef d'état-major Activité (SCAc), d'un sous-chef d'état-major Performance-Synthèse (SCPS), d'un Officier Général Délégué aux Relations Extérieures (OGDRE), d'un officier général Nucléaire et Sécurité (OGNS) ;
- les forces sous l'autorité du MGAAE sont organisées historiquement autour de trois commandements par nature de forces, le commandement de la défense aérienne et des opérations aériennes (CDAOA), le Commandement des forces aériennes stratégiques (CFAS), le commandement territorial de l'Armée de l'air et de l'espace (CTAAE). S'y ajoute, à compter du 1er septembre 2019, un quatrième grand commandement, le commandement de l'espace (CDE). Le CFAS, le CDAOA et le CDE sont subordonnés organiquement à l'EMAAE, mais pour leur emploi sont subordonnés à l'état-major des armées (EMA)[19].

#### État-major de l'Armée de l'air et de l'espace (EMAAE)
L'état-major de l'Armée de l'air et de l'espace est actuellement[Depuis quand ?] implanté, comme l'état-major des armées, l'état-major de l'Armée de terre et l'état-major de la Marine, sur le site de l'Hexagone Balard, plus communément appelé le « Pentagone à la française » ou « Balardgone », dans le 15e arrondissement de Paris. Il est composé d'environ 150 aviateurs, principalement officiers.
Les travaux de l'EMAAE sont dirigés par le major général de l'Armée de l'air et de l'espace (MGAAE), chargé de faire appliquer la politique générale de l'Armée de l'Air et de l'Espace.
Il dispose :
- d'un sous-chef d'état-major Plans-Programme (SCPP) chargé de conduire les études de préparation de l'avenir, du plan d'équipement, de la conception et de la conduite des programmes d'armement;
- d'un sous-chef d'état-major Activité (SCAc) chargé de la politique de préparation opérationnelle d'emploi et de soutien, des directives d'entraînement et d'instruction du personnel;
- d'un sous-chef d'état-major Performance-Synthèse (SCPS) pour la supervision des projets transverses Air, le management de l'information, le pilotage de la performance et la maîtrise des activités de l'Armée de l'air;
- d'un officier général délégué aux Relations extérieures (OGDRE) pour la coopération bilatérale avec les armées de l'air étrangères et le soutien aux exportations;
- d'un officier général Nucléaire et Sécurité (OGNS) responsable de la politique de l'Armée de l'air dans la maîtrise et la prévention des risques nucléaires, radiologiques, biologiques et chimiques (NRBC).
- d'un médecin adjoint Santé auprès du MGAAE,
- de deux commandements opérationnels (CDAOA et CFAS), d'un commandement organique (CFA), du commandement de l'espace (CDE)
- de la Direction des ressources humaines de l'Armée de l'air et de l'espace (DRHAAE),
- du Service industriel de l'aéronautique (SIAé),
- du Centre d'expertise aérienne militaire (CEAM),
- du Centre d'études stratégiques aérospatiales (CESA).

#### Commandements
L'Armée de l'air répartit ses forces et moyens entre quatre commandements : deux grands commandements opérationnels (CDAOA et CFAS), un commandement organique (CFA), un commandement de l'espace (CDE):
- 2 commandements opérationnels :
  - CDAOA, ou Commandement de la défense aérienne et des opérations aériennes (Base aérienne 942 Lyon-Mont Verdun), qui est responsable de la surveillance H24 de l'espace aérien national, ainsi que du suivi de toutes les opérations aériennes au décollage de la France métropolitaine ; il ne dispose pas d'aéronefs en propre ;
  - CFAS, ou Commandement des Forces aériennes stratégiques (base aérienne 107 Villacoublay), qui est responsable des avions de combat à capacité nucléaire (Rafale B armés du missile ASMP-A), ainsi que des ravitailleurs en vol (A330 MRTT PHENIX, anciennement KC-135R) ; l'ordre d'engagement nucléaire est reçu directement du président de la République, chef des armées ;
- 1 commandement organique[a], le CFA, ou commandement des forces aériennes (base aérienne 106 Bordeaux-Mérignac), qui prépare les bases aériennes (BA) et unités pour qu'elles soient prêtes à remplir les missions de dissuasion, de protection, de prévention et de projection ; le CFA est organisé en sept brigades :
  - BAAC, ou Brigade aérienne de l'aviation de chasse, est responsable de tous les avions de combat conventionnels de défense aérienne, d'assaut et de reconnaissance (Rafale, Mirage 2000-5F, Mirage 2000B/C/D, Alphajet…) ;
  - BAAP, ou Brigade aérienne d'appui et de projection, est responsable de tous les aéronefs de transport et de liaison (avions et hélicoptères : Hercules C-130, Falcon 50/900, Puma, Fennec, Cougar, TBM700…) ;
  - BACE, ou Brigade aérienne de contrôle de l'espace, est responsable des moyens aériens (AWACS E-3F) et terrestres (radars implantés au sol, systèmes de défense sol-air et antimissile, réseaux de communication) de surveillance de l'espace aérien constituant le système de commandement et de conduite des opérations aérospatiales; la maîtrise des réseaux et des systèmes d'information relèvent depuis 2007 de la direction interarmées des réseaux d'infrastructure et des systèmes d'information (DIRISI) ;
  - BFSA, ou Brigade des forces spéciales air rassemble : l'escadron de formation des commandos de l'air, le commando parachutiste de l'air no 10, le commando parachutiste de l'air no 30, l'escadron de transport 3/61 Poitou et l'escadron d'hélicoptères 1/67 Pyrénées.
  - BPA, ou Brigade des pompiers de l'air   rassemble : les escadrons de sécurité incendie et de sauvetage (ESIS), l'unité d'intervention NRBC de l'armée de l'air et de l'espace, les groupes d'intervention NEDEX (GRIN) et le centre de formation des techniciens de la sécurité de l'armée de l'air et de l'espace (CFTSAAE) ;
  - BASAL ou Brigade aérienne des systèmes d'armes et de la logistique ;
  - BAAMA ou Brigade aérienne d'appui à la manœuvre aérienne.

Les deux dernières brigades faisaient partie jusqu'en 2013 du CSFA, ou commandement du soutien des forces aériennes, qui mettait à disposition et entretenait les systèmes d'armes, équipements, les systèmes d'information et de communication (SIC) ainsi que les infrastructures ; le CSFA fournissait également des prestations liées au soutien de l'homme, à la logistique (ravitaillement et transport), là où les forces de l'Armée de l'air opèrent ou s'entraînent ; ces deux brigades sont maintenant subordonnées au CFA.
Depuis le 1er janvier 2008, l'Armée de l'Air est organisée à l'échelon national et n'a plus de commandements territoriaux. Auparavant, ces commandements territoriaux s'articulaient autour de régions aériennes (RA), au nombre de cinq à l'origine. Le nombre avait ensuite été ramené à quatre par décret du 30 juin 1962 avec la suppression de la 5e RA (AFN). Le décret du 14 juillet 1991 ramène le nombre de RA à trois : « RA Atlantique », « RA Méditerranée » et « RA Nord-Est ». Le 1er juillet 2000 est mise en place une organisation comprenant une « RA Nord » (RAN) et une « RA Sud » (RAS). La division territoriale est finalement abolie par le décret no 2007-601 du 26 avril 2007,.
- 1 Commandement de l'espace, le CDE

En juillet 2019, le président Emmanuel Macron annonce la création en septembre d'un grand commandement de l'espace au sein de l'Armée de l'Air qui devient l'Armée de l'Air et de l'Espace.
En septembre 2020, un commandement spatial militaire rattaché à l'armée de l'air prend ses fonctions pour affirmer une présence « active » mais « non offensive » dans l'espace, face à d'éventuelles « manœuvres inamicales ». Son QG est basé à Toulouse, avec un effectif initial de 220 personnes. Cet effectif est appelé à évoluer aux alentours de 500 personnes à l'horizon 2025.

#### Direction des ressources humaines de l'Armée de l'air et de l'espace (DRHAAE)
La DRHAAE recrute, forme, gère, administre et convertit le personnel de l'Armée de l'air. Depuis le 1er janvier 2008, la DRHAAE regroupe en son sein les attributions de l'ancienne Direction du personnel militaire de l'Armée de l'air (DPMAA) et certaines attributions de l'ancien Commandement des écoles de l'Armée de l'air (CEAA). Elle est également responsable du recrutement au sein de l'Armée de l'air et de l'espace via son Bureau Recrutement.

#### Services
L'Armée de l'air dispose d'un service :
- le Service industriel de l'aéronautique (SIAé).

NB : Depuis 2018, la Structure intégrée de maintien en condition opérationnelle des matériels aéronautiques de la Défense (SIMMAD) se nomme Direction de la Maintenance aéronautique (DMAé) et relève directement du CEMA

### Organisation en 2024
Suivant le plan Altaïr, une nouvelle organisation des différents commandements de l'Armée de l'air et de l'espace a été mise en place.
- État-major de l'Armée de l'air et de l'espace
  - Brigade aérienne de l'aviation de chasse
  - Brigade aérienne d'appui et de projection
  - Brigade des forces spéciales air
  - Commandement territorial de l'Armée de l'air et de l'espace
    - Brigade aérienne technique et logistique
    - Brigade des pompiers de l'air

  - Commandement de la défense aérienne et des opérations aériennes
    - Brigade des opérations aériennes
    - Brigade aérienne de contrôle de l'espace aérien
    - Brigade aérienne connaissance-anticipation

  - Commandement des forces aériennes stratégiques
  - Direction des ressources humaines de l'armée de l'air et de l'espace
  - Commandement de l'espace
  - Centre d'expertise aérienne militaire
  - Centre études, réserves et partenariats de l'Armée de l'air
  - Inspection de l'armée de l'air et de l'espace
  - Service d'information et de relations publiques de l'armée de l'air et de l'espace

### Bases aériennes

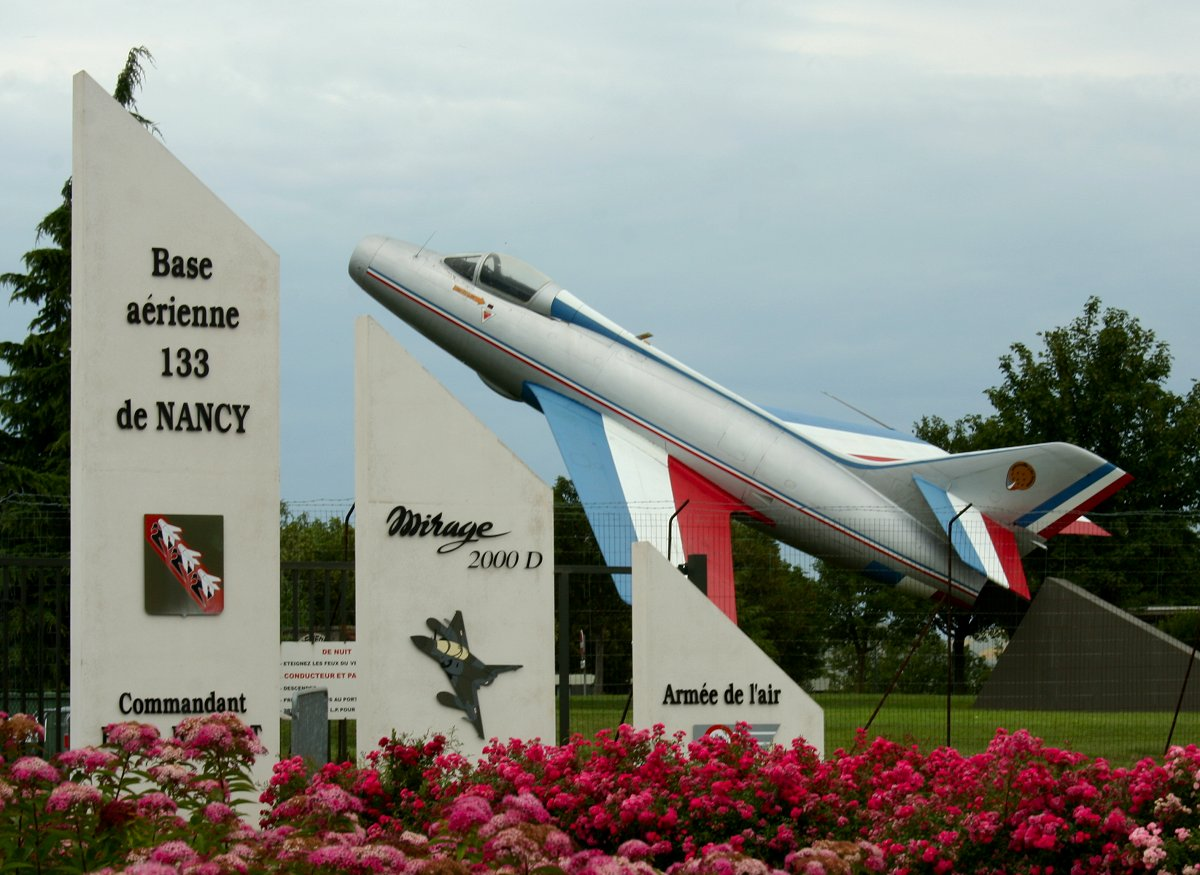
Entrée de la base aérienne 133 Nancy-Ochey.

L'Armée de l'air dispose, en décembre 2022 :
- en métropole, de 15 bases aériennes dotées d'une piste aéronautique, de 4 détachements air et de 8 éléments air rattachés;
- hors métropole, de 4 bases aériennes, de 3 détachements air, d'un élément air et de 3 bases aériennes projetées;

Les bases aériennes abritent :
- des unités aériennes : escadrons de chasse, d'assaut nucléaire, de transport, de ravitaillement en vol, de détection aéroportée, d'instruction en vol ou de drones ;
- des unités au sol chargées de la détection de la menace aérienne et du contrôle aérien militaire ;
- des postes de commandement, des entrepôts de matériels ou des écoles.

Outre-mer et à l'étranger, les bases, qui peuvent être projetées, soutiennent des unités aériennes et des moyens au sol en fonction des besoins des opérations extérieures (OpEx) : avions de transport à Douchanbé (Tadjikistan, opération Héraclès), avions de chasse à N'Djaména (Tchad, opération Épervier), au Moyen-Orient (opération Chammal) ou à Niamey (détachement chasse et drones MQ-9 Reaper dans le cadre de l'opération Barkhane)

### Unités navigantes de l'Armée de l'air
Il existe trois échelons :
- l'escadre ;
- l'escadron ou le groupe ;
- l'escadrille.

L'unité opérationnelle de base est l'escadron, généralement commandé par un lieutenant-colonel. L'échelon supérieur, l'escadre, qui avait été supprimé au début des années 1990, a été rétabli à partir de 2014. L'escadrille est une subdivision de l'escadron.

#### L'escadre
Commandée par un lieutenant-colonel ou un colonel, l'escadre est une formation qui rassemble des unités et du personnel dédiés à une même mission. L'appellation « escadre » a remplacé celle de régiment en 1932 et a désigné, jusqu'en 1994, une unité regroupant sous commandement unique :
- des unités (escadrons ou groupes) généralement équipées du même type d'avion ou du moins assurant le même type de mission (chasse, transport, etc.) ;
- des unités de maintenance et d'appui.

Cet échelon, qui avait été supprimé à partir de 1993 dans le cadre du plan « Armées 2000 », a été rétabli en 2014 avec une définition élargie, certaines escadres ne mettant pas en œuvre d'aéronefs.
Dans un premier temps, ont été créées quatre escadres :
- la 31e escadre aérienne de ravitaillement et de transport stratégiques sur la base aérienne 125 Istres (27 août 2014) ;
- la 36e escadre de commandement et de conduite aéroportée sur la base aérienne 702 Avord (5 septembre 2014) ;
- l'escadre sol-air de défense aérienne - 1er régiment d'artillerie de l'air (ESADA - 1er RAA) sur la base aérienne 702 Avord (3 septembre 2014) ;
- la 3e escadre de chasse sur la base aérienne 133 Nancy-Ochey (5 septembre 2014)

Dans un deuxième temps, l'Armée de l'air a annoncé en août 2015 la création de sept escadres supplémentaires :
- la 8e escadre de chasse sur la base aérienne 120 Cazaux (25 août 2015) ;
- la 4e escadre de chasse sur la base aérienne 113 Saint-Dizier-Robinson (26 août 2015) ;
- la 64e escadre de transport sur la base aérienne 105 Évreux-Fauville (27 août 2015) ;
- l'escadre aérienne de commandement et de conduite projetable sur la base aérienne 105 Évreux-Fauville (27 août 2015) ;
- la 61e escadre de transport sur la base aérienne 123 Orléans-Bricy (1er septembre 2015) ;
- la 2e escadre de chasse sur la base aérienne 116 Luxeuil-Saint Sauveur (3 septembre 2015) ;
- la 30e escadre de chasse sur la base aérienne 118 Mont-de-Marsan (3 septembre 2015).

L'Armée de l'air annonce également en août 2015 que la numérotation des unités, l'immatriculation des aéronefs affectés et le transfert du patrimoine historique (drapeau, traditions et nom de baptême) seraient mis en conformité avec leurs escadres d'appartenance au cours de l'année 2016.
Enfin, les deux escadres suivantes ont été créées en 2017 et 2019 :
- la 62e escadre de transport sur la base aérienne 123 Orléans-Bricy (5 septembre 2017)
- la 33e escadre de surveillance, de reconnaissance et d'attaque sur la base aérienne 709 Cognac-Châteaubernard (5 septembre 2019)

#### L'escadron ou le groupe
Commandé par un lieutenant-colonel, l'escadron est l'unité opérationnelle de base. Ce terme a remplacé celui de groupe à partir de 1949 dans un but de standardisation avec les alliés de l'OTAN qui mettaient en œuvre des squadrons. Cependant, le terme de groupe n'a pas entièrement disparu : il a été notamment conservé par le groupe aérien mixte 56 Vaucluse, spécialisé dans les opérations spéciales ou le groupe de ravitaillement en vol 02.091 Bretagne qui porte cette dernière appellation depuis 2004.
À noter que l'appellation d'escadron est également utilisée par des formations terrestres qui assurent les fonctions de soutien technique, de défense sol-air, de protection et de sécurité.
Un escadron de chasse compte une vingtaine de machines, réparties en général en trois escadrilles.
Un escadron de transport peut compter jusqu'à une douzaine de machines en effectif théorique (C-160 Transall) mais l'effectif est souvent beaucoup plus faible en fonction du type de machine, des disponibilités et des missions (trois Airbus A310-300 et deux Airbus A340-200 pour l'escadron de transport 3/60 Esterel).
À noter que les escadrons avaient conservé dans leur désignation la numérotation des anciennes escadres lors de leur suppression dans les années 1990. Exemple : l'escadron de transport 1/64 Béarn (ou plus exactement l'escadron de transport 01.064 Béarn), qui appartenait à la 64e escadre de transport lors de la dissolution de cette dernière (recréée en août 2015).

#### L'escadrille
Un escadron regroupe en général deux ou trois escadrilles.
L'escadrille assure une double fonction administrative et opérationnelle, même si l'essentiel de la gestion des opérations se fait au niveau de l'escadron. Un pilote est affecté à une escadrille mais les appareils, eux, sont en général affectés à l'escadron. Depuis la mise en place des ESTA (escadrons de soutien technique aéronautique) les appareils et les mécaniciens sont affectés directement à la base puis mis à disposition des escadrons basés sur place.
Les escadrilles reprennent les traditions d'unités prestigieuses dont la plupart — les SPA et autres SAL — remontent à la Première Guerre mondiale.

### Unités non navigantes de l'Armée de l'air
L'Armée de l'air mobilise des aéronefs, ainsi que leurs pilotes, mais également des équipes spécialisées, non navigantes, qui contribuent directement à l'emploi de ces appareils.

#### Les fusiliers commandos de l'air de la BFSA
Les fusiliers commandos de l'air de la brigade aérienne des forces de sécurité et d'intervention (BAFSI) sont affectés, :
- soit en « escadron de protection » (EP, en abrégé) ;
- soit dans l'une des trois unités dites « commando parachutiste de l'air » (CPA, en abrégé), en l'occurrence, le CPA 10, le CPA 20 ou le CPA 30 (en cours de fermeture/modification).

Les EP participent à la protection des bases aériennes à l'intérieur et à l'extérieur du territoire national, mais aussi aux opérations extérieures.
Les CPA pratiquent aujourd'hui des missions communes, mais également des tâches spécialisées ; cela concerne l'intervention et le renfort de protection au profit des points sensibles « air » à l'intérieur et à l'extérieur du territoire national. Ces troupes de grande valeur contribuent aux opérations de l'Armée de l'air et aux opérations spéciales.

#### Les pompiers de l'air
Intégrés au corps des mécaniciens de l'armée de l'air, les pompiers de l'air de la brigade des pompiers de l'air assurent deux missions :
- la sécurité incendie des moyens de l'armée de l'air et de l'espace, aéronautiques et terrestres ;
- la défense NRBC spécialisée de l'armée de l'air et de l'espace.

Ils concourent à la sécurité nucléaire de la composante aéroportée de la dissuasion nucléaire, confiée à l'armée de l'air et de l'espace.
Ils sont affectés :
- en escadron de sécurité incendie et sauvetage (ESIS) ;
- au sein de l'unité d'intervention NRBC.

#### Le service du commissariat des armées
« Intendance de l'air » entre 1934 et 1947, « commissariat de l'air » entre 1947 et 2007, puis brièvement « service de l'administration générale et des finances » (SAGF) de 2008 à 2009 et enfin « service du commissariat des armées » (SCA) depuis 2010, ont successivement été des services d'administration au service de l'Armée de l'air. Les commissaires ainsi que les civils de ce service interviennent dans diverses secteurs : soutien des opérations, droits individuels, affaires juridiques, contrôle interne comptable, achats et exécution financière, soutien et protection du combattant.

## Identité visuelle, symboles et emblèmes
Pour son logo, l'Armée de l'air puise tout particulièrement dans l'image de l'épervier, rapace des campagnes françaises. Appelé « charognard », il forme l'un des symboles de l'Armée de l'air présent sur le calot et les épaulettes des aviateurs.

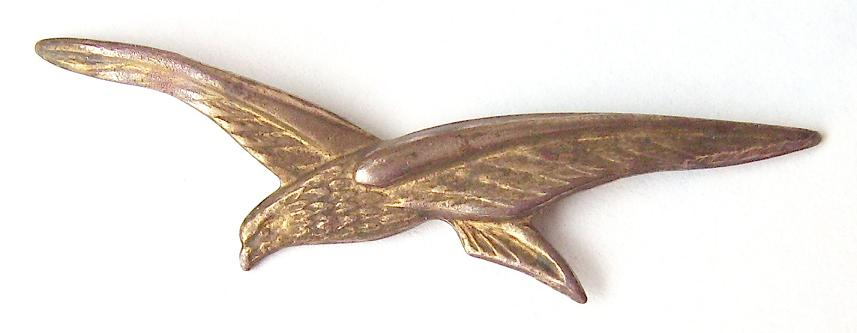
Épervier de calot de l'Armée de l'air, avant 2020.
Cocarde tricolore utilisée par l'Armée de l'air.
Cocarde des forces aériennes françaises libres pendant la Seconde Guerre mondiale.

### Avant 1989: drapeau et ailes
Avant 1989, l'Armée de l'air se représentait simplement par un drapeau français, marqué d'une paire d'ailes dorées.

### Entre 1989 et 2010: roue et drapeau
Entre 1989 et 2010, un logo symbolisant les différentes composantes de l'Armée de l'air, comportant une forme d'aile stylisée et une cocarde, était en usage. Il avait des lignes assez franches.

Logo de l'Armée de l'air 1989-2010.

### Entre 2010 et 2020: épervier
L'épervier aux lignes aériennes symbolise fortement l'Armée de l'air, la surveillance et la chasse.

Emblème de l'Armée de l'air, de mars 2010 à 2020.

### Depuis 2020: épervier et symbole spatial
Au changement de dénomination de l'Armée de l'air, le nouveau logo reprend les caractéristiques principales du précédent pour souligner la continuité avec l'armée de l'Air passe, en y ajoutant trois principes :
- marquer qu'il s'agit d'une évolution de la mission : conservation de l'épervier ;
- intégrer la dimension spatiale de la mission : ajout d'une courbe évoquant la sphère terrestre et inscription du texte « & DE L'ESPACE » dans une police plus fine ;
- évoquer la martialité : le rapace se cabre pour neutraliser sa proie.

Logo depuis septembre 2020

## Équipements

### Aéronefs
Les aéronefs de l'Armée de l'air sont pour la plupart de la génération des années 1980.
La disponibilité des avions est de 95 % en opérations extérieures et de 60 % sur le territoire national. Les avions de transport A400M sont indisponibles à 65%.

#### Avions de combat
La flotte d'avions de combat de l'Armée de l'Air est en forte baisse depuis les années 2000. Alors qu'elle alignait 575 avions de combat en 1982, elle n'en aligne plus que 239 en 2012 (226 dans les unités de combat et 13 dans l'unité d'expérimentation pouvant également être utilisés pour les combats). Le volume de la flotte se stabilise à environ 200 avions de combat rénovés ou de nouvelle génération en 2018, puis il est prévu à 218 dans les années 2020, d'après la loi de programmation militaire (LPM) 2019-2025.
L'Armée de l'Air et de l'Espace conserve également un peu plus d'une cinquantaine d'avions à réaction légers Alpha Jet afin de servir de plastrons (avions supposés ennemis) lors des entraînements de la flotte de combat.
L'Armée de l'Air et de l'Espace dispose actuellement du parc suivant basé sur l'inventaire au 31 décembre 2023 et les dernières évolutions de l'année glissante en cours :
| Nom                          | Origine          | Type                                       | Quantité                       | Photo | Remarques |
| ---------------------------- | ---------------- | ------------------------------------------ | ------------------------------ | ----- | --- |
| Dassault Rafale C & B        | France           | Avion multirôle                            | 97                             |       | basés à : - Saint Dizier-Robinson : - EC 1/4 Gascogne (dissuasion) - EC 2/4 Lafayette (dissuasion) - ETR 3/4 Aquitaine (transformation) - Mont-de-Marsan : - ECE 1/30 Côte-d'Argent (expérimentation) - RC 2/30 Normandie-Niémen - EC 3/30 Lorraine - Orange-Caritat : - EC 1/5 Vendée - Al Dhafra : - EC 1/7 Provence |
| Dassault Mirage 2000 D       | France           | Chasseur-bombardier (assaut conventionnel) | 64                             |       | basés à : - Nancy-Ochey : - EC 1/3 Navarre - EC 2/3 Champagne (transformation) - EC 3/3 Ardennes - Mont-de-Marsan : - ECE 1/30 Côte-d'Argent (expérimentation) Au moins 50 Mirage 2000 D seront rénovés à mi-vie et resteront en service au moins jusqu'en 2030                                                        |
| Dassault Mirage 2000 B       | France           | Avion de chasse (transformation)           | 7                              |       | basés à : - Nancy-Ochey : - EC 2/3 Champagne (transformation) Avions non armés qui seront conservés jusqu'au retrait des Mirage 2000 D pour assurer la transformation sur Mirage 2000 |
| Dassault Mirage 2000-5F      | France           | Avion de chasse (défense aérienne)         | 28                             |       | basés à : - Luxeuil-Saint Sauveur : - EC 1/2 Cigognes - Djibouti : - EC 3/11 Corse |
| Dassault-Dornier Alpha Jet E | France Allemagne | Avion d'entraînement (entraînement chasse) | 30 (hors Patrouille de France) |       | basés à : - Cazaux: - EE 3/8 Côte d'Or (entraînement) - Mont-de-Marsan: - ECE 1/30 Côte-d'Argent (expérimentation) 20 modernisés au standard E+ |

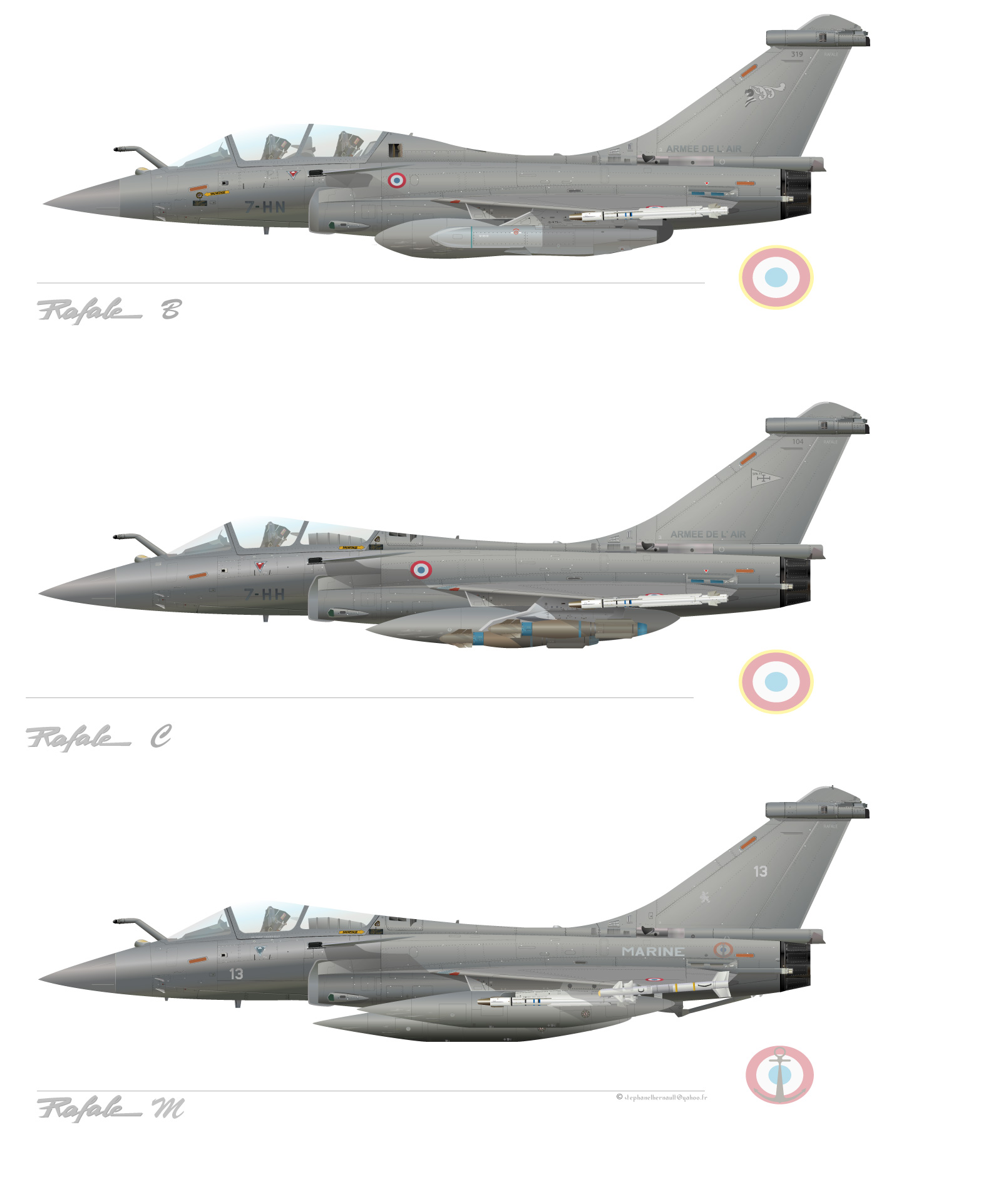
Rafale B/C
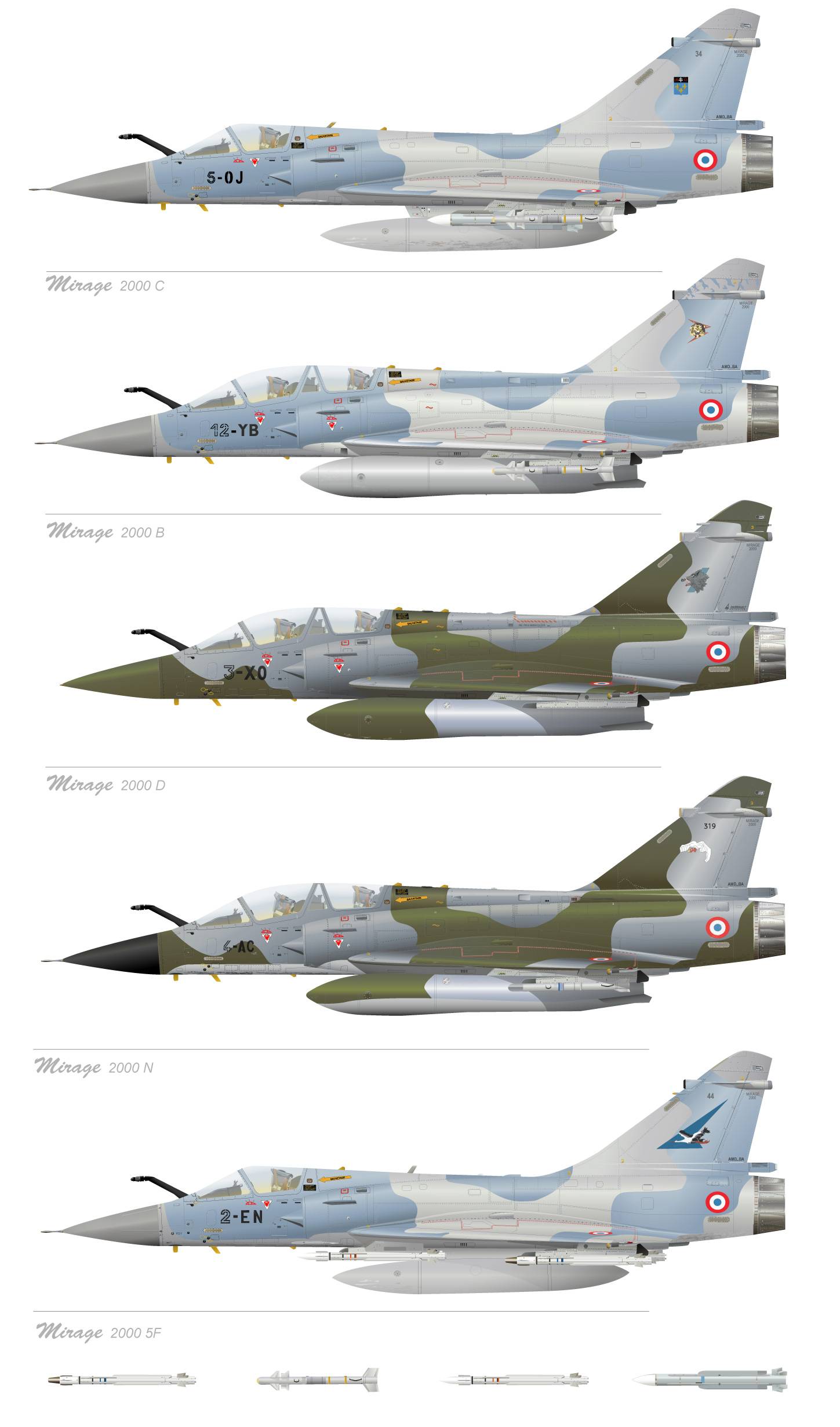
Mirage 2000 C/B/D/N/5F
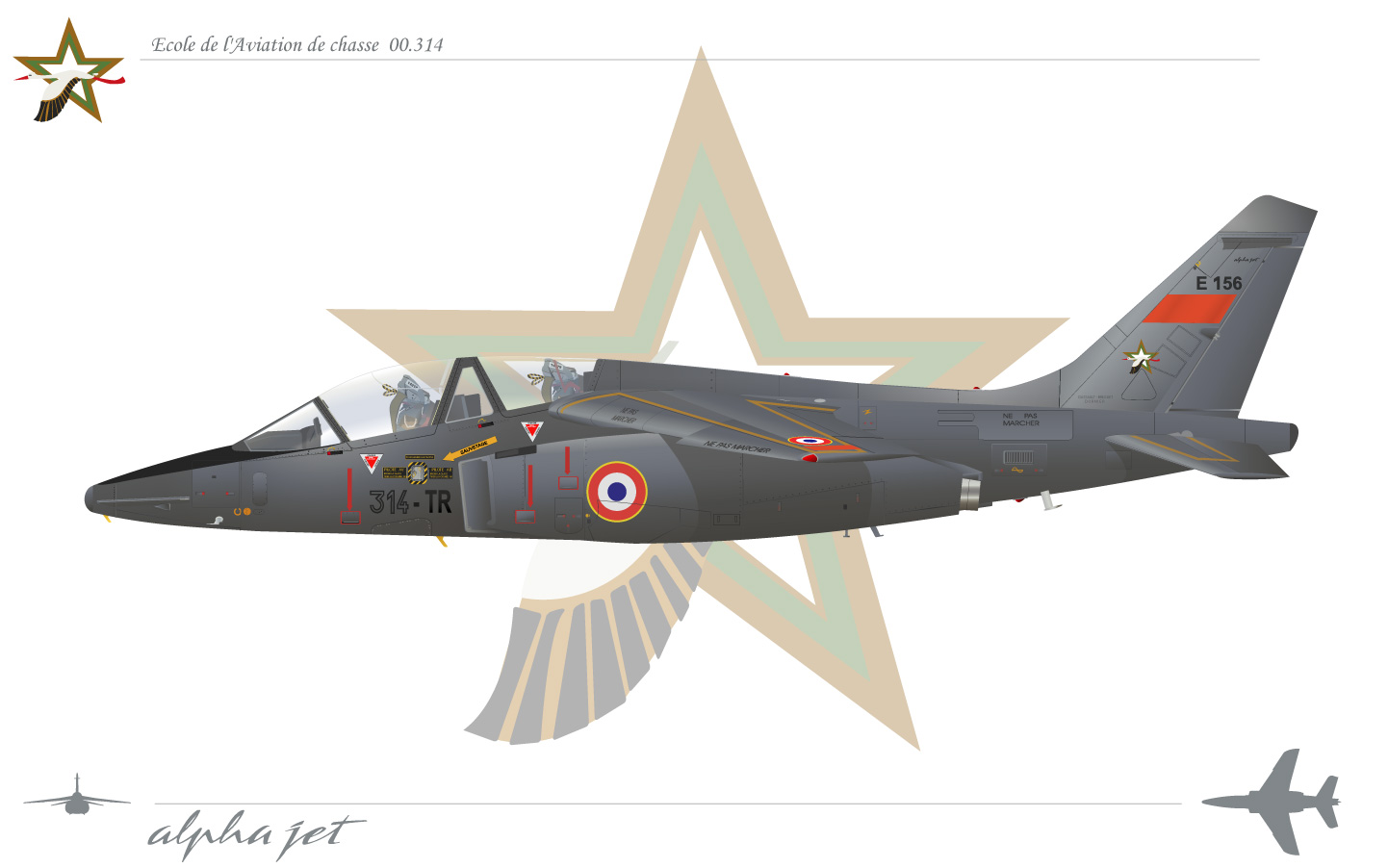
Alpha Jet E.A.C.

#### Avions de transport et ravitaillement
L'Armée de l'Air et de l'Espace dispose actuellement du parc suivant basé sur l'inventaire au 31 décembre 2023 et les dernières évolutions de l'année glissante en cours :
| Nom                            | Origine            | Type                                                                | Quantité | Photo | Remarques |
| ------------------------------ | ------------------ | ------------------------------------------------------------------- | -------- | ----- | --- |
| Airbus A330 MRTT Phénix        | Union européenne   | Avion de ligne militaire de ravitaillement et transport stratégique | 12       |       | Basés à - Istres-Le Tubé - ERVTS 1/31 Bretagne - ERVTS 2/31 Esterel - ETP 3/31 Landes La cible finale de 15 appareils sera atteinte entre 2025 et 2030 par la transformation des 3 A330-200 en MRTT.       |
| Airbus A330 -200               | Union européenne   | Avion de ligne de transport stratégique                             | 3        |       | Basés à - Istres-Le Tubé - ERVTS 2/31 Esterel |
| Airbus A400M Atlas             | Union européenne   | Avion de transport militaire tactique à allonge stratégique         | 24       |       | Basés à - Orléans-Bricy - ET 1/61 Touraine - ET 3/61 Poitou - ET 4/61 Béarn Objectif de 50 appareils en service à terme.                                                                                   |
| Lockheed C-130J Super Hercules | États-Unis         | Avion de transport militaire tactique                               | 4 (+6)   |       | Basés à - Évreux-Fauville - ETT Rhin/Rhein (Escadron de transport franco-allemand) 2 C-130J-30 et 2 KC-130J sous cocardes françaises + 3 C-130J-30 et 3 KC-130J sous cocardes allemandes                   |
| Lockheed C-130H Hercules       | États-Unis         | Avion de transport militaire tactique                               | 14       |       | Basés à - Orléans-Bricy - ET 3/61 Poitou (opérations spéciales) - Évreux-Fauville - GAM 56 Vaucluse (DGSE) 5 C-130H et 9 C-130H-30                                                                         |
| CASA CN-235                    | Espagne/ Indonésie | Avion de transport militaire tactique léger                         | 27       |       | Basés à - Évreux-Fauville - ET 1/62 Vercors - ET 3/62 Ventoux - La Réunion - ET 50 Réunion - Nouméa - ET 52 La Tontouta - Cayenne - ET 68 Antilles-Guyane - Tahiti - ET 82 Maine - Djibouti - ET 88 Larzac |
| DHC-6 Twin Otter               | Canada             | Avion à décollage et atterrissage court                             | 5        |       | Basés à - Évreux-Fauville - GAM 56 Vaucluse (DGSE) - Orléans-Bricy - ET 3/61 Poitou (opérations spéciales)                                                                                                 |

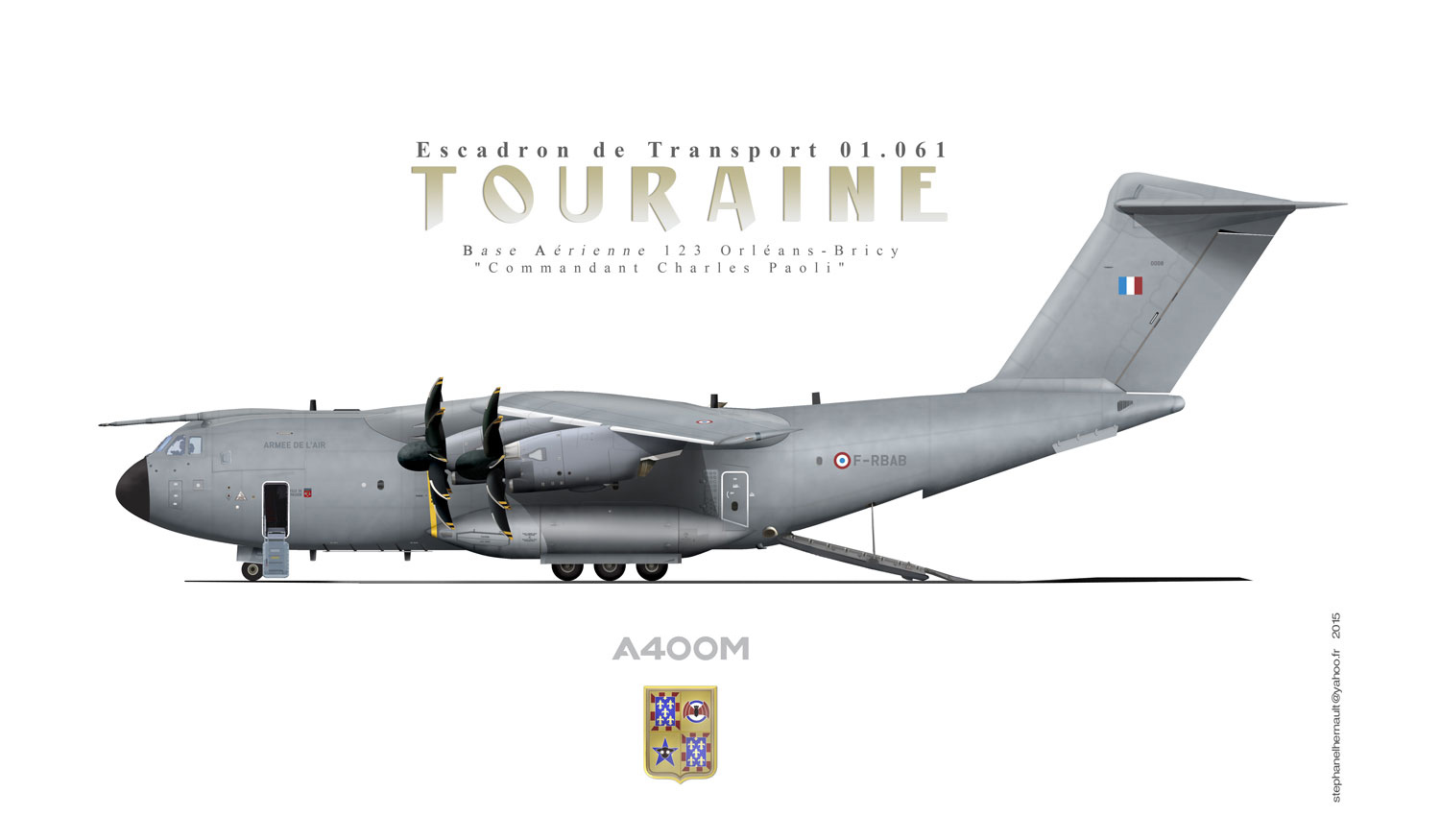
A400M escadron Touraine 1.61
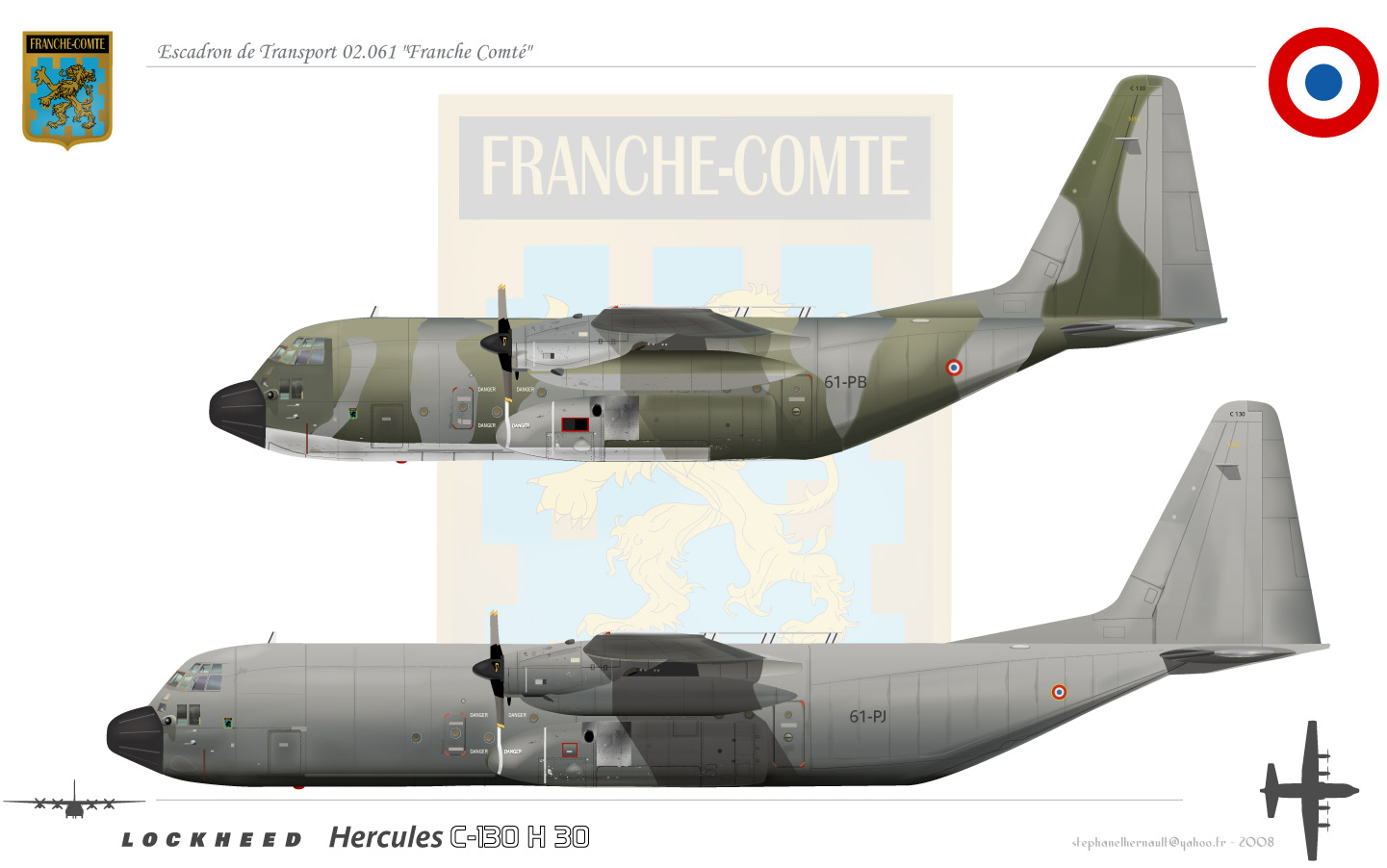
Hercules C130H & C130H30 escadron Franche Comté 2.61
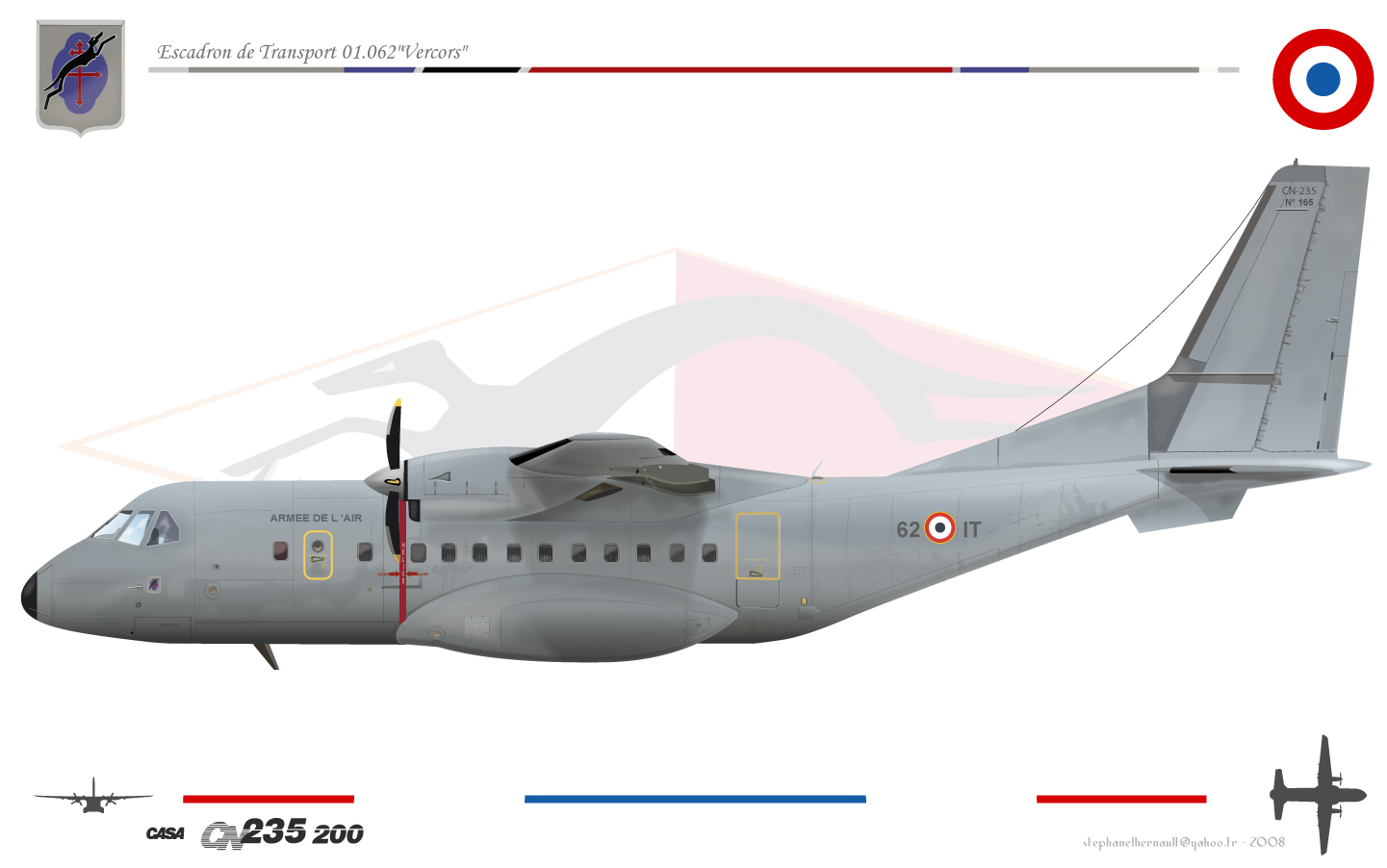
Casa Cn 235-200 escadron Vercors 1.62

#### Avions de surveillance, contrôle, reconnaissance, renseignement
L'Armée de l'Air et de l'Espace dispose actuellement du parc suivant basé sur l'inventaire au 31 décembre 2023 et les dernières évolutions de l'année glissante en cours :
| Nom                           | Origine    | Type                                               | Quantité | Photo | Remarques                                                                                        |
| ----------------------------- | ---------- | -------------------------------------------------- | -------- | ----- | ------------------------------------------------------------------------------------------------ |
| Boeing E-3F Sentry            | États-Unis | Avion de détection, de commandement et de contrôle | 4        |       | basés à - Avord - EDCA 36 Berry progressivement amenés au standard Block 40/45 de l'US Air Force |
| Beechcraft King Air 350 Vador | États-Unis | Avion léger de surveillance et de reconnaissance   | 3        |       | basés à - Cognac-Châteaubernard - EALSR 4/33 Périgord                                            |

#### Avions de liaison
L'Armée de l'Air et de l'Espace dispose actuellement du parc suivant basé sur l'inventaire au 31 décembre 2023 et les dernières évolutions de l'année glissante en cours :
| Nom                  | Origine          | Type                                    | Quantité | Photo | Remarques |
| -------------------- | ---------------- | --------------------------------------- | -------- | ----- | --- |
| Airbus A330-200      | Union européenne | Avion de ligne à usage gouvernemental   | 1        |       | basé à - Villacoublay - ET 60 stationné à Évreux-Fauville Avion du président de la République ; appareil d'occasion MSN240 (Ex-Air Caraïbe, acquisition en 2010) |
| Dassault Falcon 7X   | France           | Avion d'affaires à usage gouvernemental | 2        |       | basés à - Villacoublay - ET 60 |
| Dassault Falcon 2000 | France           | Avion d'affaires à usage gouvernemental | 2        |       | basés à - Villacoublay - ET 60 |
| Dassault Falcon 900  | France           | Avion d'affaires à usage gouvernemental | 2        |       | basés à - Villacoublay - ET 60 |
| Socata TBM-700       | France           | Avion d'affaires de liaison             | 16       |       | basés à - Villacoublay - ET 41 Verdun - Bordeaux-Mérignac - ET 43 Médoc - Mont-de-Marsan - ECE 1/30 Côte-d'Argent (expérimentation)                              |

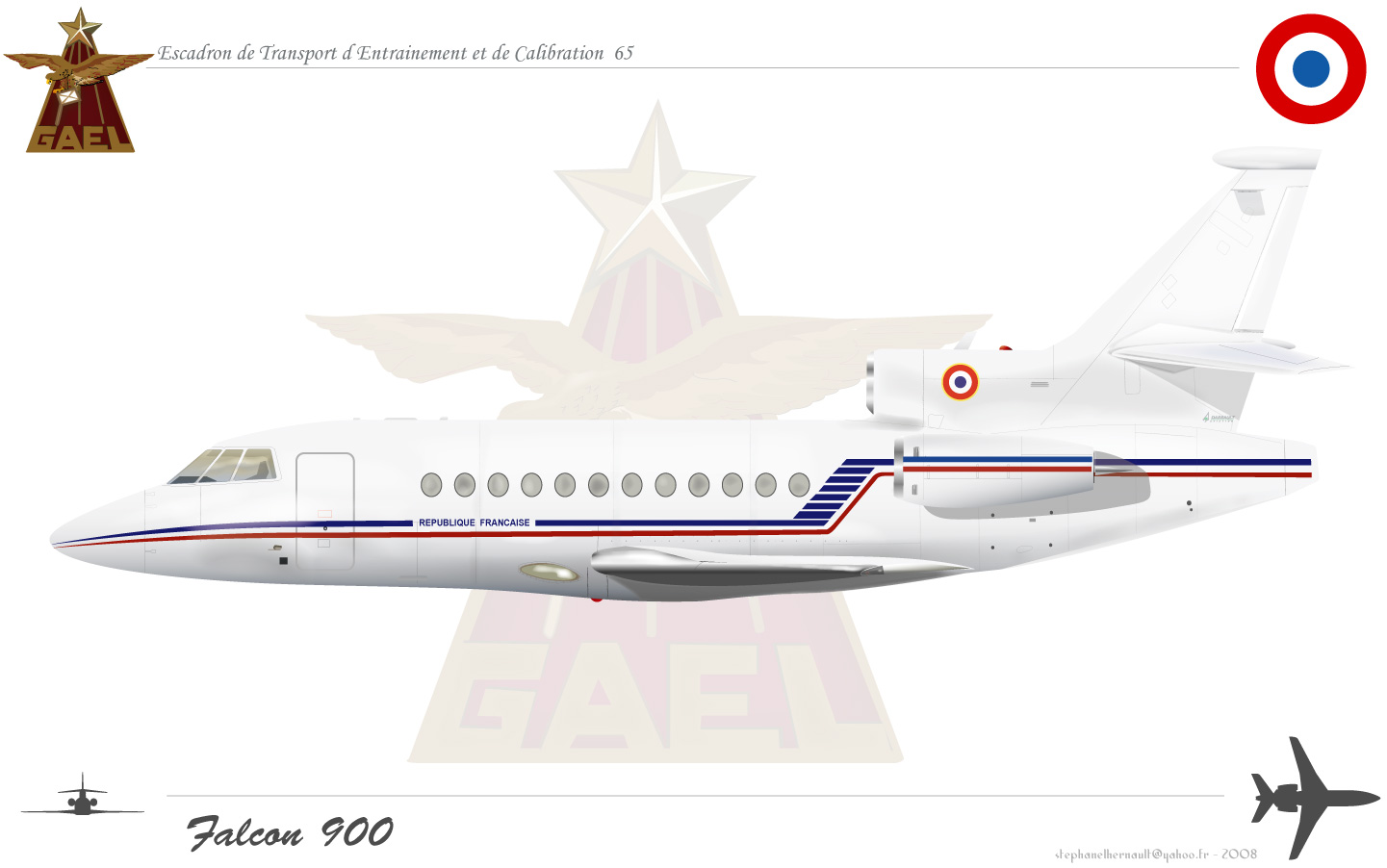
Dassault Falcon 900 ETEC 65

#### Avions de formation
L'Armée de l'Air et de l'Espace dispose actuellement du parc suivant basé sur l'inventaire au 31 décembre 2023 et les dernières évolutions de l'année glissante en cours :
| Nom                   | Origine    | Type                                                             | Quantité | Photo | Remarques |
| --------------------- | ---------- | ---------------------------------------------------------------- | -------- | ----- | --- |
| Pilatus PC-21         | Suisse     | Avion de formation (formation chasse)                            | 26       |       | basés à - Cognac-Châteaubernard (EAC) - EIV 1/13 Artois (phase basique) - EIV 2/13 Limousin (phase avancée) - EIV 3/13 Auvergne (phase évaluation) Flotte acquise en leasing court, maintenance externalisée auprès de Babcock. Commandé suite au programme "Mentor 1". |
| Embraer EMB-121 Xingu | Brésil     | Avion de formation (formation transport)                         | 27       |       | basés à - Avord (EAT) - EIV Fourchambault Maintenance externalisée en 2013 auprès de Cassidian Aviation Training Services (CATS) |
| Grob G 120A           | Allemagne  | Avion de formation (formation tronc commun)                      | 17       |       | basés à - Cognac-Châteaubernard (EPAA) - EIV 2/12 Picardie (phase tronc commun) - StanEval 1/11 Roussillon ( Escadron de Formation des Instructeurs Pilotes ) flotte externalisée auprès de Cassidian Aviation Training Services (CATS) |
| Cirrus SR20 & SR22    | États-Unis | Avion de formation (formation initiale)                          | 17       |       | basés à - Salon-de-Provence (EA-CFAMI) - EIV 1/93 Aunis - EIV 2/93 Cévennes - ESE 3/5 Comtat-Venassin 12 Cirrus SR20 et 5 SR22A Flotte externalisée auprès de Cassidian Aviation Training Services (CATS) |
| Pilatus PC-7 MKX      | Suisse     | Avion de formation (formation initiale + formation tronc commun) | 0 (+ 22) |       | 22 commandés par la DGA en décembre 2024 pour remplace les Cirrus SR20 et les Grob G 120A. 12 simulateurs également commandés, développés par Exail. Le marché "Mentor 2" a été notifié à Babcock International France Aviation. La formation inclut également celle de la Force maritime de l'aéronautique navale. - 11,000 heures de vol par an - 6,500 heures de simulateur par an - 120 élèves formés par an |

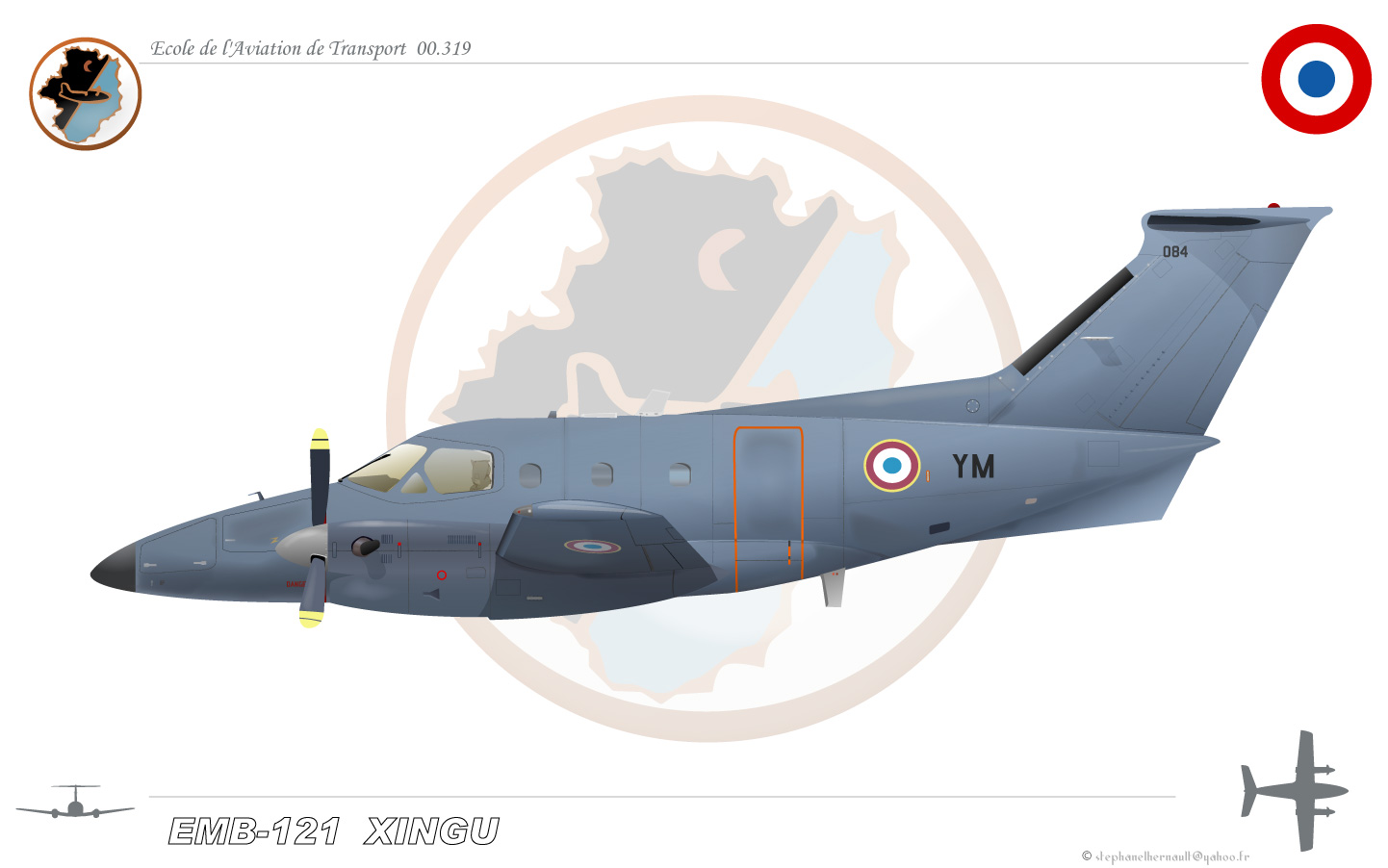
Embraer Xingu E.A.T.

Dans le cadre du programme FOMEDEC (Formation modernisée et différenciée des équipages de chasse), dix-sept avions d'entraînement avancé Pilatus PC-21 ont été commandés le 30 décembre 2016 en remplacement des Alpha Jet de Tours et des TB-30 Epsilon de Cognac, ; l'équipement comprend également deux simulateurs de missions (FMS - Full mission simulator) et trois entraîneurs de vol (PTT - Part Task Trainer) de dernière génération, installés dans le nouveau bâtiment « Major Laurent Pauc » à Cognac. Ces appareils stationnés sur la base aérienne 709 de Cognac servent à la formation d'environ trente élèves pilotes de l'Armée de l'air, dix navigateurs officiers système d'armes, dix élèves pilotes de la Marine nationale, et dix élèves moniteurs simulateur, chaque année. En novembre 2017, sur la base aérienne de Cognac, le terrain devant accueillir le bâtiment des simulateurs fut cédé à Babcock, sa construction s'acheva en automne 2018. La base se vit également dotée d'un nouveau bâtiment école, des bâtiments d'hébergement doivent être rénovés, ainsi que le mess, dont la rénovation s'est achevée en été 2018. Stockés chez Pilatus depuis plusieurs mois en attendant l'achèvement de certains travaux, les deux premiers PC-21 ont été livrés en octobre 2018. La première promotion de l'école de pilotage a été accueillie en mai 2019. En 2020, l'École d'aviation de chasse sur la base aérienne 705 Tours sera fermée.

#### Planeurs
| Nom                                       | Origine   | Type                             | Quantité | Photo | Remarques |
| ----------------------------------------- | --------- | -------------------------------- | -------- | ----- | --- |
| Schempp-Hirth Duo Discus                  | Allemagne | Planeur                          | —        |       | basés à - Salon-de-Provence (EA-CFAMI) - EIVV 5/312 Ste.-Victoire - Saintes-Thénac - EIVV 25/535 Cordouan - Romorantin-Pruniers - EIVV 21/535 Chambord Planeurs loués à la Fédération Française de Vol en Planeur |
| Alexandre Schleicher ASK-21               | Allemagne | Planeur                          | —        |       | basés à - Salon-de-Provence (EA-CFAMI) - EIVV 5/312 Ste.-Victoire - Saintes-Thénac - EIVV 25/535 Cordouan - Romorantin-Pruniers - EIVV 21/535 Chambord Planeurs loués à la Fédération française de vol en planeur |
| Diamond HK36 “Super Dimona” (de)          | Autriche  | Moto-Planeur                     | 5        |       | basés à - Salon-de-Provence (EA-CFAMI) - EIVV 5/312 Ste.-Victoire - Saintes-Thénac - EIVV 25/535 Cordouan - Romorantin-Pruniers - EIVV 21/535 Chambord                                                            |
| Jodel D140R Abeille & D-140E Mousquetaire | France    | Avion léger (remorquage planeur) | 17       |       | basés à - Salon-de-Provence (EA-CFAMI) - EIVV 5/312 Ste.-Victoire - Saintes-Thénac - EIVV 25/535 Cordouan - Romorantin-Pruniers - EIVV 21/535 Chambord                                                            |

#### Équipes de présentation
L'Armée de l'Air et de l'Espace dispose actuellement du parc suivant basé sur l'inventaire au 31 décembre 2023 et les dernières évolutions de l'année glissante en cours :
| Nom                          | Origine          | Type                 | Quantité | Photo | Remarques                                                                                                 |
| ---------------------------- | ---------------- | -------------------- | -------- | ----- | --- |
| Dassault-Dornier Alpha Jet E | France Allemagne | Avion d'entraînement | 21       |       | basés à - Salon de Provence - Patrouille de France                                                        |
| Extra Aircraft Extra 330     | Allemagne        | Avion de voltige     | 2        |       | basés à - Salon de Provence - Équipe de voltige de l'Armée de l'air Deux avions monoplaces et un biplace. |

L'Armée de l'air dispose également des avions de présentation suivants réquisitionnés sur les escadrons de combat :
- Solo Display de 1 Rafale B basé à Saint Dizier-Robinson ;
- Tactical Display de 1 A400M basé à Orléans-Bricy
- Tactical Display de 2 Rafale B (Requin Mike) basés à Saint Dizier-Robinson, ou 2 Rafale C (Rogue Spartan, Vautour Bravo, Rogue Victor) basés à Mont-de-Marsan, ou 2 Mirage 2000-5F (Maraud Fox) basés à Luxeuil-Saint Sauveur, ou 2 Mirage 2000D (Couteau Delta) basés à Nancy-Ochey

La Fondation des œuvres sociales de l'air (FOSA) organise chaque année, avec l'Armée de l'air, des « meetings » de présentation des appareils et des équipements,.

#### Hélicoptères
Il est important de noter que la plupart des hélicoptères de l'Armée française se trouvent dans l'aviation légère de l'Armée de terre (ALAT) .
L'Armée de l'Air et de l'Espace dispose actuellement du parc suivant basé sur l'inventaire au 31 décembre 2023 et les dernières évolutions de l'année glissante en cours :
| Nom                                                         | Origine          | Type                                                                                 | Quantité | Photo                      | Remarques |
| ----------------------------------------------------------- | ---------------- | ------------------------------------------------------------------------------------ | -------- | -------------------------- | --- |
| Airbus Helicopters H225M Caracal (ex Eurocopter EC 725)     | Union européenne | Hélicoptère militaire moyen (transport, recherche, sauvetage au combat)              | 13       |                            | basés à - Cazaux - EH 1/67 Pyrénées (opérations spéciales) - Djibouti - ET 88 Larzac 8 Caracal appartenant au 4e RHFS de l'Armée de terre seront cédés après réception de leurs NH90 Forces Spéciales à partir de 2025 8 autres Caracal ont été commandés en 2020 pour une livraison à partir de 2024 (2 appareils livrés en janvier 2025).                                       |
| Airbus Helicopters H225 Super Puma (ex-Eurocopter EC 225)   | Union européenne | Hélicoptère moyen (transport, recherche, sauvetage)                                  | 2        |                            | basés à - Évreux-Fauville - GAM 56 Vaucluse (DGSE) cédés fin juin 2016 par la Marine nationale à la suite de l'arrivée des NH90 NFH. |
| Airbus Helicopters H215 Super Puma (ex-Aérospatiale AS 332) | France           | Hélicoptère moyen à usage gouvernemental                                             | 3        |                            | basés à - Villacoublay - ET 60 remplacés à terme par des H225M Caracal |
| Sud Aviation SA 330 Puma                                    | France           | Hélicoptère moyen (transport, recherche, sauvetage)                                  | 19       | SA 330 de l'Armée de l'air | basés à - Ventiseri-Solenzara - EH 1/44 Solenzara - Nouméa - ET 52 La Tontouta - Cayenne - ET 68 Antilles-Guyane - Djibouti - ET 88 Larzac - Villacoublay - 2 appareils contribuant au GIH (RAID et GIGN) dépendant organiquement du 4e RHFS (opérations spéciales) de l'ALAT Aviation Légère de l'Armée de Terre remplacés à terme par des H225 Super Puma et des H225M Caracal. |
| Airbus Helicopters H125M Fennec (ex-Aérospatiale AS 555)    | France           | Hélicoptère militaire léger (défense aérienne et mesures actives de sûreté aérienne) | 40       |                            | basés à - Villacoublay - EH 3/67 Parisis - Orange-Caritat - EH 1/65 Alpilles - Libreville - ET 55 Ouessant - Cayenne - ET 68 Antilles-Guyane |

#### Drones
L'Armée de l'Air et de l'Espace dispose actuellement du parc suivant basé sur l'inventaire au 31 décembre 2023 et les dernières évolutions de l'année glissante en cours :
| Nom                         | Origine    | Type                                     | Quantité | Photo | Remarques |
| --------------------------- | ---------- | ---------------------------------------- | -------- | ----- | --- |
| General Atomics MQ-9 Reaper | États-Unis | Drone de surveillance et de bombardement | 12       |       | Basés à - Cognac-Châteaubernard - ED 1/33 Belfort - ED 2/33 Savoie - ETOD 3/33 Moselle (transformation) 6 appareils en version Block 1 dont le retrofit en version Block 5 est prévu pour la période 2021-2023 6 appareils en version Block 5 1 appareil écrasé le 17 novembre 2018 près de Niamey et remplacé par un Reaper loué pour deux ans à General Atomics Aeronautical Systems pour la somme annuelle symbolique d'un dollar. |

### Armement d'aviation
| Nom                                                          | Origine                                           | Type                                                | Spécificité                                     | Plateforme                        | Photo                               | Quantité                   | Remarque |
| ------------------------------------------------------------ | ------------------------------------------------- | --------------------------------------------------- | ----------------------------------------------- | --------------------------------- | ----------------------------------- | -------------------------- | --- |
| Missiles air-air                                             |                                                   |                                                     |                                                 |                                   |                                     |                            | |
| MBDA Meteor                                                  | Allemagne Espagne France Italie Royaume-Uni Suède | Missile air-air très longue distance (BVR)          | Guidage radar actif, propulsé par statoréacteur | Rafale                            |                                     | 200                        | 200 commandés en 2011 160 reçus en mars 2023 |
| MBDA MICA                                                    | France                                            | Missile air-air moyenne portée                      | Guidage infrarouge                              | Rafale, Mirage 2000D & 5F         | MICA IR                             | 570                        | 1 110 missiles commandés à la fin des années 1990 et tous livrés en 2012 pour 1,674 milliards € aux conditions de 2009 En 2018, commande pour la remotorisation de 300 missiles avec propulseur à double impulsions. |
| MBDA MICA                                                    | France                                            | Missile air-air moyenne portée                      | Guidage radar                                   | Rafale, Mirage 2000-5F            | MICA EM                             | 540                        | 1 110 missiles commandés à la fin des années 1990 et tous livrés en 2012 pour 1,674 milliards € aux conditions de 2009 En 2018, commande pour la remotorisation de 300 missiles avec propulseur à double impulsions. |
| MATRA R550 Magic II                                          | France                                            | Missile air-air courte portée                       | Guidage infrarouge                              | Mirage 2000D                      |                                     | —                          | En attendant la modernisation complète des Mirage 2000D |
| Armement air-sol                                             |                                                   |                                                     |                                                 |                                   |                                     |                            | |
| MBDA SCALP EG                                                | France Royaume-Uni                                | Missile de croisière                                | Guidage GPS, TERCOM, inertiel                   | Rafale, Mirage 2000D              |                                     | 250                        | 250 commandés, certains ont été tirés et d'autres transmis à l'Ukraine |
| Lochkeed-Martin AGM-114K & K1 Hellfire                       | États-Unis                                        | Missile anti-char                                   | Guidage laser semi-actif, ou guidage radar      | MQ-9 Reaper                       |                                     | 464                        | Commandés pour le MQ-9 et le Tigre de l'ALAT. 214 commandés en 2007, 200 en 2015, 50 en 2019 |
| Lochkeed-Martin AGM-114R2 Hellfire                           | États-Unis                                        | Missile anti-char                                   | Guidage laser semi-actif, ou guidage radar      | MQ-9 Reaper                       |                                     | 1515                       | Commandés en 2023 |
| Safran Electronics & Defense AASM Armement air-sol modulaire | France                                            | Bombes guidées                                      | Guidage inertiel / GPS                          | Rafale                            |                                     | 764                        | Initialement prévu 1452 |
| Safran Electronics & Defense AASM Armement air-sol modulaire | France                                            | Bombes guidées                                      | Guidage infrarouge                              | Rafale                            | 384                                 | Initialement prévu 1548    | |
| Safran Electronics & Defense AASM Armement air-sol modulaire | France                                            | Bombes guidées                                      | Guidage laser                                   | Rafale                            | 600                                 | Initialement prévu 1200    | |
| Raytheon GBU-12 Paveway-II                                   | États-Unis                                        | Bombe guidée                                        | Guidage laser                                   | Rafale, Mirage 2000D, MQ-9 Reaper |                                     | 5600                       | 500 commandées en 1995, 500 commandées en 1997, 4600 en 1999 |
| Raytheon GBU-12 Enhanced Paveway-II                          | États-Unis                                        | Bombe guidée                                        | Guidage laser ou inertiel / GPS                 | Rafale, Mirage 2000D, MQ-9 Reaper |                                     | 1000                       | 23 millions €, commandés en 2008, livrés 2010-15, |
| Raytheon GBU-24 Paveway III                                  | États-Unis                                        | Bombe guidée                                        | Guidage laser                                   | Rafale, Mirage 2000D              |                                     | 400                        | Parmi une commande pour 5000 bombes en 1999 pour 100 millions $, |
| Raytheon GBU-49 Enhanced Paveway II                          | États-Unis                                        | Bombe guidée                                        | Guidage laser ou inertiel / GPS                 | Rafale, Mirage 2000D              |                                     | 200                        | Commandés en 2004 et livrés en 2005-06 |
| Thales LR68A                                                 | France                                            | Nacelle lance-roquettes                             | 12 roquettes 68 mm                              | Rafale                            |                                     | —                          | [ 63 ] |
| Nacelles (pods)                                              |                                                   |                                                     |                                                 |                                   |                                     |                            | |
| Thales Talios                                                | France                                            | Nacelle de désignation, observation, reconnaissance | IR, haute résolution, stabilisation de la visée | Rafale                            |                                     | 67 (y compris. aéronavale) | 21 en commande parmi les 67 |
| Thales Damoclès                                              | France                                            | Nacelle de désignation                              | IR, haute résolution                            | Rafale, Mirage 2000D              |                                     | 15 (+10 pour l'aéronavale) | Entré en service en 2009, remplacé par le pod Talios sur Rafale |
| Thomson-CSF PDLCT et PDLCT-S                                 | France                                            | Nacelle de désignation                              | —                                               | Mirage 2000D                      |                                     | 19 PDLCT 22 PDLCT-S        | Remplacé par le pod Damocles |
| Thales Reco NG                                               | France                                            | Nacelle d'observation, reconnaissance               | IR, haute résolution                            | Rafale                            |                                     | —                          | [ 67 ] |
| ASTAC                                                        | France                                            | Analyseur de signaux tactiques                      | Bande B (en), Bande K (en)                      | Mirage 2000D, 5F                  |                                     | —                          | [ 68 ] |
| Safran Electronics & Defense Euroflir 350                    | France                                            | FLIR                                                | —                                               | H225M Caracal                     |                                     | —                          | [ 69 ] |
| Trakka Systems TC-300                                        | Australie                                         | FLIR                                                | Transmission données au sol (Directcam)         | H125M Fennec                      |                                     | —                          | Nouvelle boule optronique commandée en 2022 |
| Canons et mitrailleuses                                      |                                                   |                                                     |                                                 |                                   |                                     |                            | |
| GIAT DEFA 554                                                | France                                            | Canon revolver                                      | Calibre 30 × 113 mm                             | 5F                                |                                     | —                          | 2 canons sur les Mirage 2000 5F |
| Nexter DEFA 791                                              | France                                            | Canon revolver                                      | Calibre 30 × 113 mm                             | Rafale                            |                                     | —                          | 1 canon par Rafale |
| Nexter DEFA 791B dans une nacelle CC422                      | France                                            | Canon revolver                                      | Calibre 30 × 113 mm                             | Mirage 2000D                      | (illustration)                      | 55                         | Canon Nexter DEFA 791B installé dans une nacelle |
| GIAT M621                                                    | France                                            | Canon automatique                                   | Calibre 20 × 102 mm                             | H125M Fennec, SA330 Puma          |                                     | —                          | [ 74 ] |
| Nexter SH-20                                                 | France                                            | Canon automatique latéral                           | Calibre 20 × 102 mm                             | H225M Caracal                     | (illustration du canon en question) | —                          | , |
| FN GAU-21 (M3M)                                              | Belgique États-Unis                               | Mitrailleuse lourde                                 | Calibre 12,7 × 99 mm OTAN                       | H225M Caracal                     |                                     | —                          | [ 76 ] |
| MAG 58                                                       | Belgique                                          | Mitrailleuse                                        | Calibre 7,62 mm OTAN                            | SA330 Puma, H225M Caracal         |                                     | —                          | [ 76 ] |
| HK 417 "MASA"                                                | Allemagne                                         | Fusil semi-automatique                              | Calibre 7,62 mm OTAN                            | H125M Fennec                      |                                     | —                          | Utilisé pour la défense aérienne du territoire français &avec un tireur d'élite sur le côté |
| Armement nucléaire                                           |                                                   |                                                     |                                                 |                                   |                                     |                            | |
| MBDA ASMP-A                                                  | France                                            | Missile de croisière à capacité nucléaire           | Tête nucléaire aéroportée 300 kt                | Rafale                            |                                     | 58                         | 79 missiles et 47 TNA commandés, 21 missiles tirés, |

### Défense sol-air

#### Armement
| Nom                                             | Origine                   | Type                                                   | Plateforme                   | Photo | Quantité | Remarque |
| ----------------------------------------------- | ------------------------- | ------------------------------------------------------ | ---------------------------- | ----- | -------- | --- |
| Système Crotale NG                              |                           |                                                        |                              |       |          | |
| Missile VT1                                     | France États-Unis         | Missile sol-air courte portée                          | —                            |       | —        | Commandés en 1988 et livrés au début des années 90 , |
| Module de conduite de tir & lancement terrestre | France                    | Batterie terrestre de missiles                         | Renault Kerax + remorque     |       | 10       | [ 82 ] |
| Système SAMP/T MAMBA                            |                           |                                                        |                              |       |          | |
| Missile MBDA Aster 30                           | France Italie Royaume-Uni | Missile sol-air moyenne portée                         | —                            |       | —        | [ 83 ] |
| Module Génération Electrique                    | France                    | Générateur électrique                                  | Renault Kerax 460.32 dXi 8×4 | —     | 6        | 1 MGE (Module Génération Electrique) par batterie, élément de la conduite de tir. Connecté au MRI pour alimenter la station radar, |
| Module Radar Identification Arabel              | France                    | Radar de lutte antiaérienne, conduite de tir, 3D, PESA | Renault Kerax 460.32 dXi 8×4 |       | 6        | 1 MRI (Module Radar Identification) par batterie, élément de la conduite de tir. Connecté au ME par fibre optique. Le radar Arabel est utilisé en début de vie du système, il s'agit d'un radar tridimensionnel à balayage électronique (PESA). Il sera remplacé par le radar Ground Fire 300,. |
| Module Engagement                               | France Italie             | —                                                      | Renault Kerax 460.32 dXi 8×4 | —     | 6        | 1 ME (Module Engagement) par batterie, élément de la conduite de tir. Cerveau du système avec 2 consoles de tir. Connecté aux lanceurs par fibre optique ou par radio VHF (<10 km),. |
| Module Lancement Terrestre                      | France Italie             | Tracteur-érecteur-lanceur                              | Renault Kerax 460.32 dXi 8×4 |       | 24       | 4 MLT (Module Lancement Terrestre) par batterie Capables de tirer chacun 8 missiles, |
| Module Rechargement Terrestre                   | France Italie             | —                                                      | Renault Kerax 460.32 dXi 8×4 |       | 12       | 2 MRT (Module Rechargement Terrestre) par batterie Capables de transporter chacun 8 missiles et équipés d'une grue pour faire le transfert, |
| Support de batterie                             | France Italie             | —                                                      | Renault Kerax 460.32 dXi 8×4 | —     | 24       | Support par batterie composé de,: - SAE (Shelter Atelier Electronique) qui ont les outils permettant de faire des travaux de maintenance ou de réparation sur le terrain - 1 SAM (Shelter Atelier Mécanique) qui ont les outils permettant de faire des travaux de maintenance ou de réparation sur le terrain - 2 SR (Shelter Rechanges), 1 avec des pièces de rechange électroniques et l'autre avec des pièces de rechange mécanique, |
| Véhicule léger de reconnaissance                | France Italie             | Véhicule de reconnaissance                             | Land Rover Defender          |       | 24       | Accompagne la batterie et permet d'effectuer de la reconnaissance, |
| Module Commandement                             | France Italie             | —                                                      | —                            | —     | 3        | 1 MC (Module Commandement) pour 2 batteries Coordonne la défense anti-aérienne, |

#### Surveillance de l'espace aérien
| Nom                                                                             | Origine           | Type                                                          | Plateforme                                                | Photo                    | Quantité | Remarque |
| ------------------------------------------------------------------------------- | ----------------- | ------------------------------------------------------------- | --------------------------------------------------------- | ------------------------ | -------- | --- |
| Commandement surveillance espace aérien                                         |                   |                                                               |                                                           |                          |          | |
| ACCS "Air Command Control System"                                               | France            | Système de commandement                                       | —                                                         | —                        | 2        | SCCOA 4, centres ACCS pour basculer vers une structure intégrée OTAN - phase 1, centre ACCS au Mont Verdun d's 2026 - phase 3, centre ACCS à Tours |
| Radars de surveillance                                                          |                   |                                                               |                                                           |                          |          | |
| ANGD "Aladin Nouvelle Génération Durci"                                         | —                 | Radar de surveillance tactique de basse / très basse altitude | Module mobile sur Renault Kerax 6×4 ou Renault TRM 10'000 |                          | 15       | Successeur du radar TRS 2100 Aladin Capable de repérer de petits drones |
| Radar Giraffe (en)                                                              | Suède             | Radar avec système mobile de commandement et contrôle (C2)    | Renault Kerax 6×6                                         |                          | 4        | Commandés en 2001 pour $34 millions, livrés en 2003-2004. Modernisés par Saab selon contrat en décembre 2020, prolongation d'utilisation jusqu'en 2033. |
| Thales Raytheon Systems Ground Master 200                                       | France États-Unis | Radar 3D tactique multi-missions à moyenne portée             | Mobile                                                    |                          | 4        | Etape 5 du programme SCCOA, (marché Détection 2022) |
| Thales Raytheon Systems Ground Master 200                                       | France États-Unis | Radar 3D tactique multi-missions à moyenne portée             | Renault Kerax 8×8                                         |                          | 4        | Etape 4 Phase 2 du programme SCCOA Commandés en 2014 auprès de Thales Raytheon Systems (en), basés sur un container ISO de 20 pieds, aérotransportable,. |
| Thales Raytheon Systems Ground Master 403T                                      | France États-Unis | Radar PPS moyenne basse altitude                              | Renault Kerax 8×8                                         |                          | 12       | Etape 4 Phase 2 du programme SCCOA Commandés en 2014 auprès de Thales Raytheon Systems (en), basés sur un container ISO de 20 pieds, aérotransportable. (en cours de livraison) |
| Thales Raytheon Systems Ground Master 406 "HMA 3D"                              | France États-Unis | Radar 3D multi-missions à longue portée                       | Radar fixe                                                | Mont-AgelMont-Verdun     | 3        | Etape 4 Phase 1 du programme SCCOA Commandés auprès de Thales Raytheon Systems (en) ayant une portée de 450 km, un radôme de 9m de diamètre, et connectés au système commun SCCOA. - Commande d'un radar en 2009 pour le Mont Vénus à Kourou, inauguré en novembre 2014 - Commande d'un radar en 2012 pour Nice Mont-Agel (inauguré fin 2015) - Commande d'un radar en 2013 pour le Mont-Verdun inauguré en Octobre 2017, mis en service en 2023 |
| Thompson TRS-22XX                                                               | France            | Radar 3D, surveillance, haute altitude, longue portée         | —                                                         | —                        | 4        | Etape 1 du programme SCCOA Radars modernisés en 2010 par Thales Raytheon Systems (en) pour €70 millions durant l'Etape 4 Phase 1 du programme SCCOA Utilisés notamment pour la traque de missiles balistiques de courte portée. |
| Thales TRS-2215                                                                 | France            | Radar 3D, surveillance, moyenne altitude, longue portée       | —                                                         | —                        | 6        | Etape 1 du programme SCCOA Radars modernisés en 2010 par Thales Raytheon Systems (en) pour €70 millions durant l'Etape 4 Phase 1 du programme SCCOA Utilisés notamment pour la traque de missiles balistiques de courte portée. |
| TRAC 2400                                                                       | —                 | Radar 2D à balayage électronique à longue portée              | —                                                         | —                        | 10       | 5 radars installés entre novembre 2001 et septembre 2005 Radars à moderniser par Thales pour €212.8 millions durant l'Etape 5 du programme SCCOA (marché Détection 2022) |
| SATAM "Système d'Acquisition et de Trajectographie des Avions et des Munitions" | France            | —                                                             | —                                                         | Illustration             | 3        | BAe Systems obtient un contrat pour traiter des obsolescences des radars SATAM |
| GRAVES "Grand Réseau Adapté à la Veille Spatiale"                               | France            | Radar de surveillance spatial                                 | Radar fixe                                                | Antennes de réception    | 1        | Mis en service en 2005, modernisé selon Etape 2 SCCOA 4, financement de la modernisation en 2019 ,. Installé au Plateau d'Albion. Capacité de surveillance des satellites, astéroïdes, missiles balistiques intercontinentaux. |
| Radar d'approche                                                                |                   |                                                               |                                                           |                          |          | |
| Thales STAR NG                                                                  | France            | Radar d'approche primaire (contrôle aérien)                   | Radar fixe                                                | (illustration)           | Inconnu  | Etape 5 du programme SCCOA (marché Détection 2022) Sélectionnés en 2023 et mise en service prévue en 2025 |
| Thales RSM NG                                                                   | France            | Radar d'approche secondaire (contrôle aérien)                 | Radar fixe                                                | (illustration)           | Inconnu  | Etape 5 du programme SCCOA (marché Détection 2022) Sélectionnés en 2023 et mise en service prévue en 2025 |
| —                                                                               | —                 | Radar fixe d'approche 2D                                      | —                                                         | —                        | 3        | Etape 4 phase 2 du programme SCCOA |
| —                                                                               | —                 | Radar d'approche                                              | —                                                         | —                        | 1        | Etape 4 phase 1 du programme SCCOA |
| —                                                                               | —                 | Radar d'atterrissage                                          | —                                                         | —                        | 2        | Etape 4 phase 1 du programme SCCOA |
| Selex PAR 2090CF "PAR NG"                                                       | France Italie     | Radar d'approche de précision                                 | Format container déplaçable par camion                    | variante suisse du radar | 15       | Etape 3 du programme SCCOA Radars d'atterrissage mobiles installés sur 12 bases entre 2005 et 2008, + 3 radars mobiles par éolane Les Ulis et Leonardo pour € 79.3 millions |

### Satellites
| Nom                                                         | Origine                             | Type                                                   | Quantité                            | Photo                               | Remarques |
| Satellites de renseignement optique                         | Satellites de renseignement optique | Satellites de renseignement optique                    | Satellites de renseignement optique | Satellites de renseignement optique | Satellites de renseignement optique |
| ----------------------------------------------------------- | ----------------------------------- | ------------------------------------------------------ | ----------------------------------- | ----------------------------------- | --- |
| Airbus Defense and Space / Thales Alenia Space Pléiades Neo | France                              | Satellite dual de renseignement optique                | 2                                   |                                     | Pléiades Neo 3 lancé le 29 avril 2021 Pléiades Neo 4 lancé le 16 août 2021 Pléiades Neo 5 échec du lancement le 20 décembre 2022 Pléiades Neo 6 échec du lancement le 20 décembre 2022 |
| Airbus Defense and Space / Thales Alenia Space CSO          | France                              | Satellite militaire de renseignement optique           | 3                                   |                                     | CSO-1 lancé 19 décembre 2018 CSO-2 lancé le 29 décembre 2020 CSO-3 lancé le 6 mars 2025                                                                                                |
| Airbus Defense and Space / Thales Alenia Space Pléiades     | France                              | Satellite dual de renseignement optique                | 2                                   |                                     | Pléiades 1A lancé le 17 décembre 2011 Pléiades 1B lancé le 2 décembre 2012 |
| Matra Espace Helios 2                                       | France                              | Satellite militaire de renseignement optique           | 2                                   |                                     | Hélios 2A lancé le 18 décembre 2004 Hélios 2B lancé le 18 décembre 2009 |
| Satellites de renseignement électromagnétique               |                                     |                                                        |                                     |                                     | |
| Airbus Defense and Space / Thales Alenia Space CERES        | France                              | Satellite militaire de renseignement électromagnétique | 3                                   |                                     | Constellation CERES lancée le 16 novembre 2021 |
| Airbus Defense and Space / Thales Alenia Space Elisa        | France                              | Satellite militaire de renseignement électromagnétique | 4                                   |                                     | Constellation Elisa lancée le 17 décembre 2011 ; démonstrateur du système CERES |
| Satellites de télécommunications                            |                                     |                                                        |                                     |                                     | |
| Airbus Defense and Space / Thales Alenia Space Syracuse IV  | France                              | Satellite militaire de télécommunications              | 1                                   |                                     | Syracuse IVA lancé le 24 octobre 2021 Syracuse IVB lancé le 5 juillet 2023 Syracuse IVC à définir                                                                                      |
| Thales Alenia Space Sicral-2                                | Italie / France                     | Satellite militaire de télécommunications              | 1                                   |                                     | Sicral-2 lancé le 26 avril 2015 |
| Thales Alenia Space Athéna-Fidus                            | Italie / France                     | Satellite militaire de télécommunications              | 1                                   |                                     | Athéna-Fidus lancé le 6 février 2014 |
| Thales Alenia Space Syracuse III                            | France                              | Satellite militaire de télécommunications              | 2                                   |                                     | Syracuse IIIA lancé le 1er octobre 2005 Syracuse IIIB lancé le 11 août 2006 |
| Satellites de navigation                                    |                                     |                                                        |                                     |                                     | |
| OHB / SSTL Galileo                                          | Union européenne                    | Satellite dual de navigation                           | 28                                  |                                     | Constellation en cours de lancement depuis le 21 octobre 2011 ; 10 satellites en attente de lancement                                                                                  |

### Matériels futurs
| Nom                                                                      | Origine                   | Type                                                       | Plateforme                                    | Photo | Quantité          | Remarque |
| ------------------------------------------------------------------------ | ------------------------- | ---------------------------------------------------------- | --------------------------------------------- | ----- | ----------------- | --- |
| Avions                                                                   |                           |                                                            |                                               |       |                   | |
| SCAF - NGF "Système de combat aérien du futur - Next Generation Fighter" | Allemagne Espagne France  | Avion de chasse (6e génération)                            | —                                             |       | —                 | Successeur des Rafale et Mirage 2000. Phase 1B en cours, |
| Effecteurs SCAF / Rafale F5                                              | France                    | Effecteur / loyal wingman                                  | —                                             | —     | —                 | , |
| Eurodrone                                                                | Espagne France Italie     | Drone moyenne altitude à longue endurance                  | —                                             |       | 12                | 12 drones, 4 systèmes en contrat, 2 en option prévus pour 2035 dans la LPM |
| Saab GlobalEye                                                           | Suède                     | Avion de détection, de commandement et de contrôle         | Global 6500                                   |       | 2 (+2)            | 2 qui vont être commandés, avec option pour 2,. |
| Dassault Falcon Archange                                                 | France                    | Avion de reconnaissance et de guerre électronique          | Dassault Falcon 8X                            | —     | 3                 | Remplacement de 2 C-160G Gabriel, entrée en service dès 2025 |
| Hélicoptères                                                             |                           |                                                            |                                               |       |                   | |
| Airbus Helicopters H160M Guépard                                         | France                    | Transport léger, multirôle                                 | H160                                          |       | 40                | Remplacement du Fennec, destiné à la mission MASA, SAR, renseignement et transport (49 pour la Marine, 80 pour l'ALAT)                                                                |
| Armement                                                                 |                           |                                                            |                                               |       |                   | |
| MBDA MICA NG                                                             | France                    | Missile air-air moyenne portée                             | Rafale, Mirage 2000D, Mirage 2000 C, 5F, SCAF |       | 0 (567 commandés) | 567 MICA NG commandés (neufs), répartition inconnue entre version IR et EM,. Mica NG a une nouvelle motorisation avec propulseur à double impulsions et une nouvelle tête de missile. |
| MBDA FMANC/FMC                                                           | France Italie Royaume-Uni | Missile de croisière et anti-navire et d'attaque terrestre | Dassault Rafale, SCAF                         |       | —                 | Successeur aux missiles Exocet et SCALP-EG en 2030 |
| MBDA ASN-4G                                                              | France                    | Missile hypersonique à capacité nucléaire                  | Dassault Rafale, SCAF                         | —     | —                 | Successeur de l'ASMP-A dès 2035 |
| Défense sol-air                                                          |                           |                                                            |                                               |       |                   | |
| Mica VL                                                                  | France                    | Batteries missile sol-air                                  | Inconnu                                       |       | 12                | Pas commandé, mais prévu dans LPM 2024-2029 9 d'ici fin 2030, 12 d'ici 2035, en remplacement du Crotale NG                                                                            |
| SAMP/T NG MAMBA                                                          | France Italie Royaume-Uni | Batteries missile sol-air moyenne portée                   | Renault Kerax 460.32 dXi 8×4                  |       | 2                 | Pas commandé, mais prévu dans LPM 2024-2029 avec l'achat de 2 nouvelles batteries entre fin 2030 et 2035.                                                                             |
| Aster 30 Block 1NT                                                       | France Italie             | Missile sol-air moyenne portée                             | —                                             |       | —                 | 700 missiles commandés en commun avec l'Italie, |
| Ground Fire 300                                                          | France                    | Radar de lutte antiaérienne, conduite de tir, 3D, AESA     | Renault Kerax 460.32 dXi 8×4                  | —     | 6 (+2)            | Modernisation des batteries SAMP/T au standard NG avec les nouveaux radars de Thales,. Les modules TRM du radar AESA sont composés de GaN .                                           |
| Satellites                                                               |                           |                                                            |                                               |       |                   | |
| Céleste                                                                  | France                    | Renseigement électro-magnétique                            | —                                             | —     | 1                 | Prévu dans LPM 2024-2029 pour fin 2030 |
| Syracuse IV                                                              | France Italie             | Communications                                             | —                                             |       | 1                 | Prévu dans LPM 2024-2029 pour fin 2030, pour passer à 2 satellites |
| Iris                                                                     | Union européenne          | Satellite d'observation                                    | —                                             | —     | 2                 | Prévu dans LPM 2024-2029, 1 satellite pour fin 2030, 1 d'ici 2035 |

### Équipements potentiels
| Nom                   | Origine                    | Type                        | Plateforme | Photo | Quantité | Remarque |
| --------------------- | -------------------------- | --------------------------- | ---------- | ----- | -------- | -------- |
| Avions                |                            |                             |            |       |          |          |
| Remplacement Alphajet | Espagne France Royaume-Uni | Avion d'entraînement avancé | —          | —     | —        | [ 129 ]  |

## Moyens humains

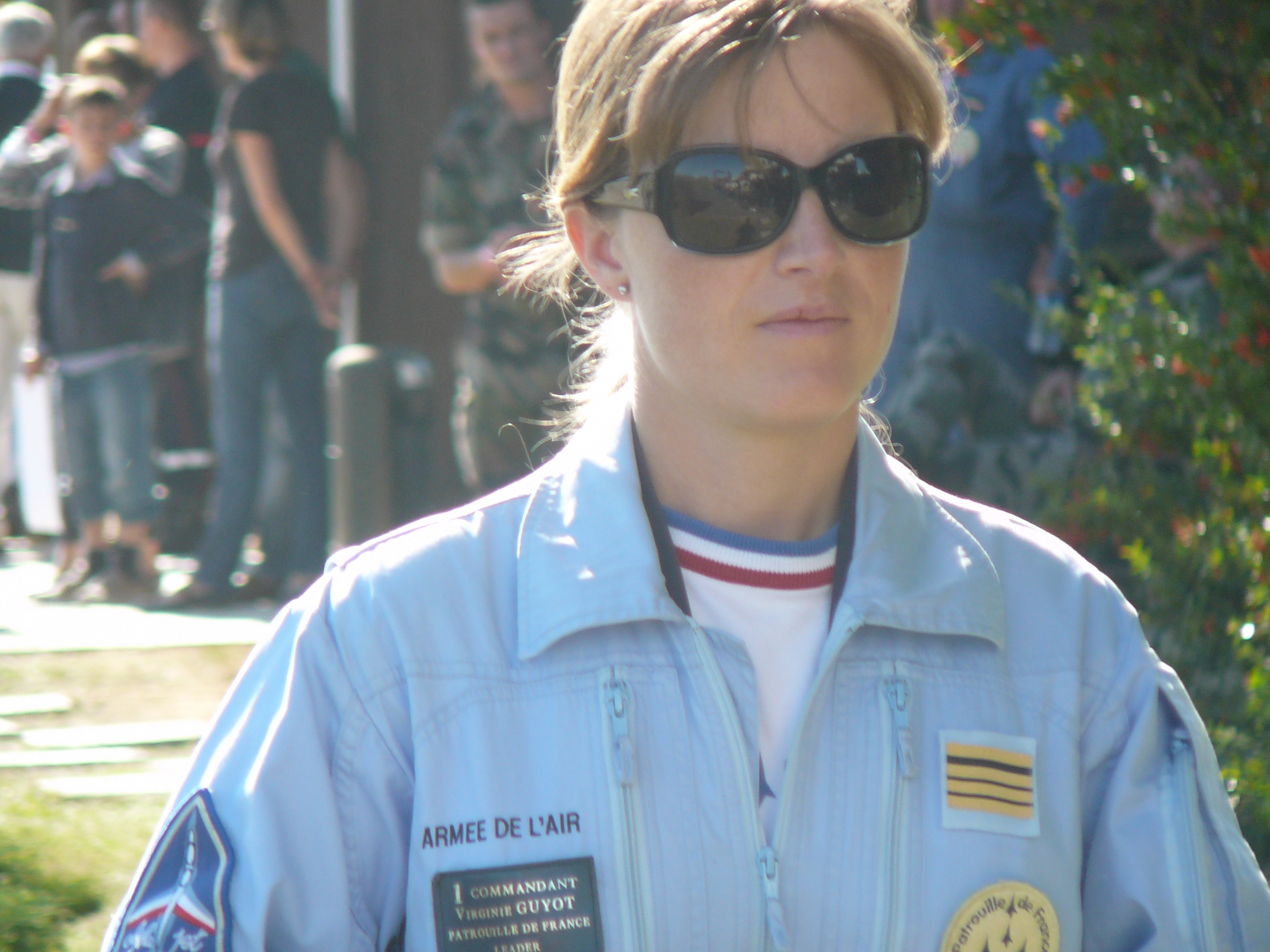
Le Commandant Virginie Guyot, Leader de la Patrouille de France en 2011 lors du meeting du centenaire à Bourges.

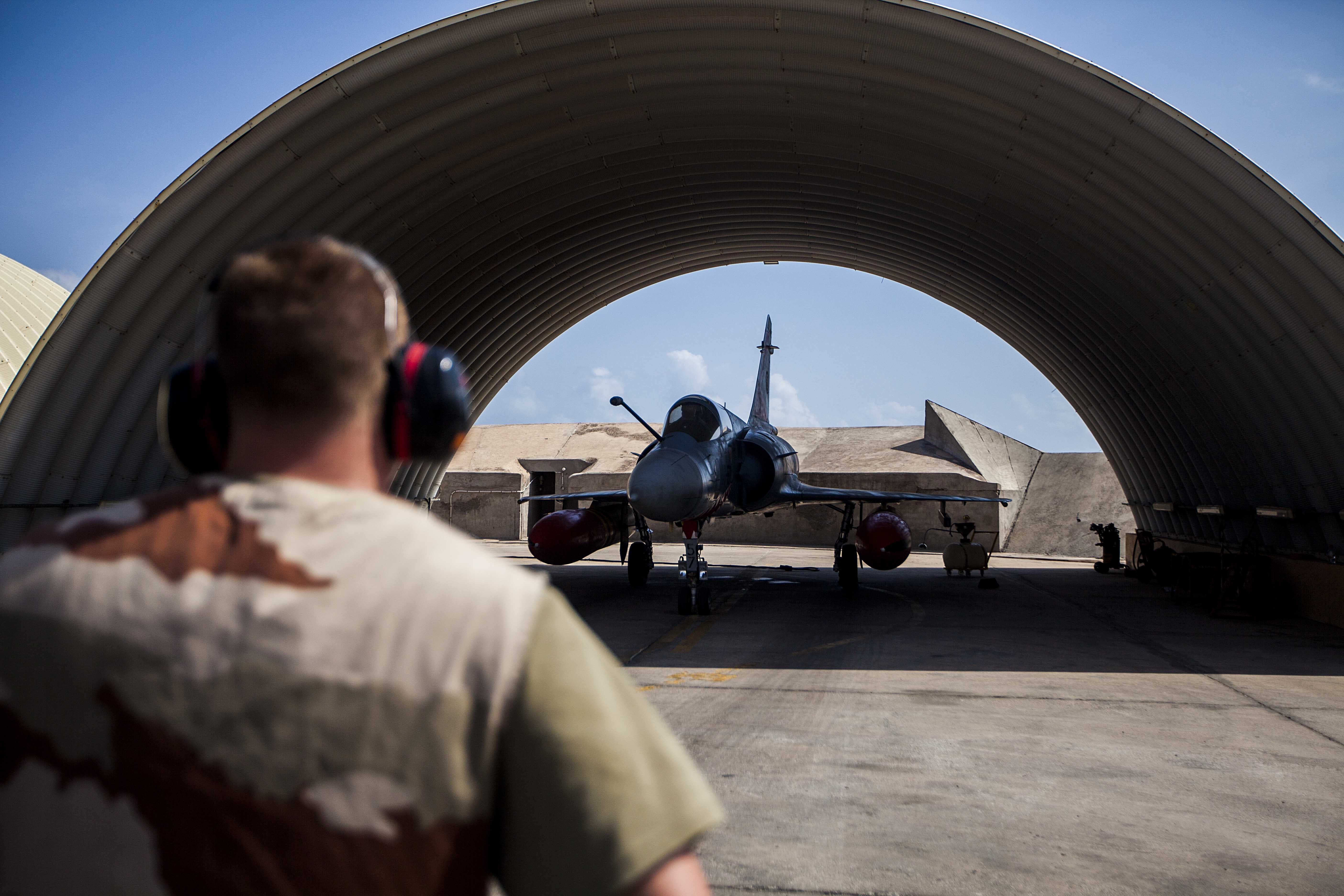
Personnel de piste guidant un Mirage 2000 sur le tarmac.

Depuis la fin de la guerre d'Algérie, le pourcentage des effectifs de l'Armée de l'air par rapport à l'ensemble des armées correspond à 17 à 19 % de ceux-ci. En 1990, à la fin de la guerre froide, les effectifs sont de 56 400 militaires sous contrat, 36 300 appelés du contingent et 5 400 civils.
En 2023, les effectifs du personnel de l'Armée de l'air sont de 44 121 hommes et femmes :
- 38 882 militaires, Ce qui représente 19,3 % des forces armées françaises avec :
  - 6 654 officiers
  - 22 730 sous-officiers
  - 9 406 militaires du rang
  - 92 volontaires
- 5 239 civils dont 2 451 ouvriers de l'État[3].

Ils œuvrent au sein de multiples spécialités :
- en tant que personnel non navigant :
  - contrôleur aérien ;
  - météorologue ;
  - secrétaire et comptable ;
  - fusilier commando de l'air[132] ;
  - pompier de l'air ;
  - dans l'informatique ;
  - dans l'infrastructure ;
  - dans le renseignement ;
  - commissaire (administrateur) ;
- en tant que personnel navigant :
  - pilote de chasse ;
  - pilote d'hélicoptère
  - mécanicien navigant ;
  - navigateur officier système d'armes (NOSA) ;
  - convoyeur de l'air.

### Formation du personnel

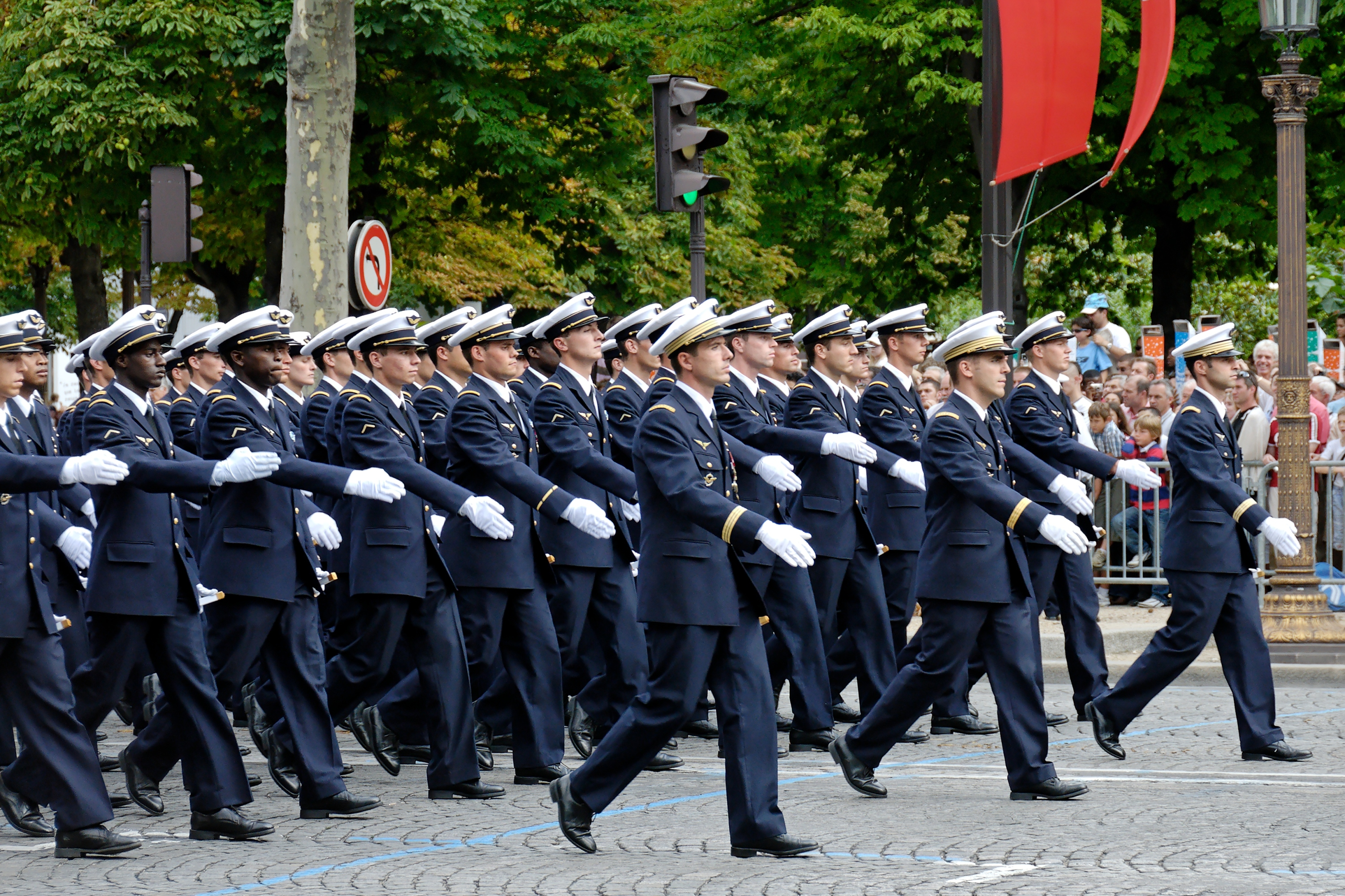
Élèves de l'École de l'air pendant le défilé militaire du 14 juillet en 2007 sur les Champs-Élysées.

Les officiers, selon le type de recrutement et leur future spécialité, sont formés à :
- l'École de l'air de Salon-de-Provence ;
- l'École militaire de l'air de Salon-de-Provence ;
- l'École des commissaires des armées de Salon-de-Provence ;
- l'École de pilotage de l'Armée de l'air de Cognac ;
- l'École de l'aviation de transport d'Avord ;
- l'École de l'aviation de chasse de Tours ;
- l'École de transition opérationnelle de Cazaux (8e escadre de chasse);
- le Centre de formation des techniciens de la sécurité de l'armée de l'air et de l'espace de Cazaux pour les pompiers de l'air.

Les officiers de l'Armée de l'air sont répartis en trois corps :
- officiers de l'air ;
- officiers mécaniciens ;
- officiers des bases de l'air, parmi lesquels les officiers des commandos de l'air[133].

Les sous-officiers sont formés à :
- l'École de formation des sous-officiers de l'Armée de l'air (EFSOAA) de Rochefort ;
- l'École interarmées de Cherbourg-Querqueville pour les spécialités de soutien administratif et comptable ;
- l'Escadron de formation des commandos de l'air (EFCA) de Orange-Caritat pour les spécialistes concernés ;
- Centre de formation des techniciens de la sécurité de l'armée de l'air et de l'espace pour les pompiers de l'air.

Les militaires techniciens de l'air étaient formés jusqu'au 1er juillet 2015 dans le « Centre de formation militaire élémentaire » de l'École d'enseignement technique de l'Armée de l'air située à Saintes. Depuis le 1er juillet 2015, cette formation est désormais assurée à Orange-Caritat dans le « Centre de préparation opérationnelle du combattant de l'Armée de l'air ».
Les contrôleurs de la circulation aérienne et les contrôleurs de la défense aérienne sont formés au Centre d'instruction du contrôle et de la défense aérienne (CICDA) de Mont-de-Marsan.

### Emplois en structures interarmées
Avec la montée en puissance des structures interarmées de l'Armée de l'air (SIAé et SIMMAD) et de l'État-Major des armées (COMIAS, DIRISI, SIMu, SIMMT, SID…), près de 12 000 aviateurs, soit 30 % des effectifs militaires de l'Armée de l'air, sont employés dans les organismes interarmées.

## Budget et capacité de l'Armée de l'air et de l'espace

### La réduction des moyens matériels, après 1945
Le début des années 1960 avec la fin de la guerre d'Algérie et la mise en place de la force de dissuasion nucléaire amorce la réduction des moyens matériels de l'Armée de l'air. Cette politique s'accentue nettement depuis les années 1980. La réduction drastique du nombre des bases aériennes en France en est l'une des illustrations.
Dans le contexte de réduction des ordres de bataille touchant l'ensemble des forces aériennes occidentales depuis la fin de la guerre froide, l'Armée de l'air française reste en 2015 l'une des mieux équipées du monde[réf. souhaitée] ; dotée d'une capacité nucléaire, elle se place deuxième en Europe derrière celle de la Russie[réf. nécessaire].

### Réduction budgétaire, depuis les années 2000
Pour la première fois depuis la fin de la Seconde Guerre mondiale, l'Armée de l'air dévoile le 18 septembre 2008 son concept opérationnel. Le Livre Blanc sur la Défense et la Sécurité Nationale affiche pour les années 2009-2020 une nette baisse des effectifs et des moyens de combat.
Les budgets et les moyens sont, de manière continue, décidés à la baisse et exécutés en deçà même des baisses décidées. Le budget en 2003 (hors services communs) était de 3,11 milliards d'euros soit 17,5 % du budget du défense. En 2012, il est de 4,4 milliards d'euros, soit 11,5 % du budget de la mission Défense. Le taux de disponibilité des avions de chasse baisse sans cesse, pour atteindre 60 % en 2013 ; celui des avions de transport est à peine supérieur à un sur deux (52,9 %, en 2013 également). Le renouvellement des radars, obsolètes, de défense aérienne s'est tardivement engagé, avec la mise en service de trois Ground Master 400 entre 2012 et 2013 et la commande de seize nouvelles unités produites par Thalès (ThalesRaytheonSystems (en)), en décembre 2014.
Le Livre Blanc sur la Défense et la Sécurité Nationale est mis à jour en 2013 et la Loi de programmation militaire 2014-2019 suscite d'importants débats : incertitudes sur son financement, déficit de maintenance des appareils, faiblesse du nombre d'heures d'entraînement des pilotes, réduction globale d'effectif, fermetures de bases aériennes, diminution du parc d'avions de combat, obsolescence de la flotte d'avions ravitailleurs, lenteur du renouvellement de la flotte de transport, principalement. En mai 2014, les chefs d'état-major des trois armées (terre, air et mer) menacent de démissionner. Pour certains commentateurs, la modernisation trop lente induite par ce plan 2014-2019 pose la question de la capacité réelle de l'Armée de l'air, qui pourrait n'être que symbolique ou limitée à quelques opérations extérieures de faible ampleur. Deux opérations extérieures simultanées marquent en effet les limites de ses capacités d'engagement opérationnel.
À la suite des attentats de Paris de janvier 2015 et de l'actualisation de la LPM, si les coupes dans les effectifs globaux des armées sont réduites, l'Armée de l'air doit encore supprimer quatre bases et des milliers de postes d'ici 2019. En juin 2015, le quotidien Libération confirme que la moitié des aéronefs de l'Armée de l'air ne sont pas en état de voler (les appareils en opérations de combat bénéficiant de toutes les attentions avec 90 % de disponibilité pour ceux déployés en Jordanie cette année-là).
Entre 2008 et 2016, l'Armée de l'air a perdu au total 25 % de ses effectifs (18 400 emplois supprimés), 40 % de ses emprises et 40 % de ses avions de chasse. Le budget de la Défense en 2016 est d'environ 32 milliards d'euros (32,7 milliards d'euros), les deux tiers des augmentations budgétaires annoncées en 2015 étant reportées, en pratique, à 2018. Aussi, la part de budget revenant à l'Armée de l'air ne permet pas de répondre aux besoins. En 2016, les engagements extérieurs de l'Armée de l'air, « année d'activité opérationnelle intense marquée par la suractivité et la surintensité » « ont accru les tensions logistiques et les problèmes de disponibilité en métropole pour l'aviation de chasse et de transport »,, pour « une vingtaine d'avions de combat en opérations extérieures ». Les carences de formation, en particulier, de sous-entraînement du personnel navigant, sont relevées[réf. à confirmer]. Le 8 mars 2016, en considération des engagements à cette date, le général commandant l'Armée de l'air déclare « l'armée de l'air est aux limites de ses possibilités ».
En janvier 2017, le président de la République annonce que le budget de la défense devrait atteindre 2 % du produit intérieur brut national, contre 1,77 % du PIB en 2016, après 2,1 % du PIB en 2015. Cet investissement de défense devrait notamment bénéficier, selon le chef d'état-major des armées, aux avions ravitailleurs et de transport, ainsi qu'à la composante aérienne de la dissuasion nucléaire,.
En 2019, la ministre des armées Florence Parly annonce un budget des armées à hauteur de 35,9 milliards d'euros en hausse de 1,7 milliard, dans le but d'atteindre les 2 % du PIB à l'horizon 2025 consacrés à la défense.
En janvier 2025, un rapport publié par l'IFRI indique notamment que la capacité d'engagement de l'Armée de l'air lors d'un combat de haute intensité est de l'ordre de trois jours, en regard des réserves de missiles air-air. Ces analyses concluent dans le même sens que d'autres, dont l'audition du chef d'état-major de l'Armée de l'air en 2017 : manque d'aéronefs, manque de furtivité des avions de chasse, faiblesse des moyens électroniques et des équipements de détection par radar.
L'hypothèse du déclassement de l'Armée de l'air est formulée.

## Accidentologie
- En 1957, l'armée de l'air déplore 171 tués et 69 blessés graves lors de 91 accidents mortels en métropole et en Algérie française[166].
- Le 26 janvier 2015, l'accident aérien de la base de Los Llanos tue neuf aviateurs français[167].
- Le 17 novembre 2018, un drone MALE (Moyenne Altitude Longue Endurance) Reaper s'écrase près de la base aérienne de Niamey sans faire de victime. Il s'agit du premier accident d'un drone de ce type pour l'armée française[168].
- Le 9 janvier 2019, le contact radio et radar est perdu avec un Mirage 2000 D de la base aérienne 133 de Nancy-Ochey. Le jeudi 10 janvier 2019, les morts des deux membres de l'équipage sont annoncées[169],[170],[171].
- Le 3 novembre 2022, vers 14h45, un Mirage 2000-5 non armé de l'escadron de chasse 1/2  Cigognes de la base aérienne 116 de Luxeuil-Saint-Sauveur s'est écrasé, à 5 km au nord de la BA116. Le pilote s'éjecte et est pris en charge par les secours, indemne.
- Le 14 août 2024, deux Rafale B de l'Escadron de transformation Rafale 3/4 Aquitaine de la base aérienne 113 Saint-Dizier-Robinson entrent en collision en vol dans le secteur de Colombey-les-Belles en Meurthe-et-Moselle[172]. Deux des trois pilotes meurent dans cet accident.